# 27e régiment d'infanterie légère
Le 27e régiment d'infanterie légère (27e léger) est un régiment d'infanterie légère de l'armée française créé sous la Révolution sous le nom de 27e demi-brigade légère.

## Création et différentes dénominations
- En 1794, lors du premier amalgame, le 27e bataillon de chasseurs qui devait former le noyau de la 27e demi-brigade légère de première formation n'a pas été formée, le bataillon étant entré dans la composition des bataillons de tirailleurs.
- le 7 octobre 1796 : Création de la 27e demi-brigade légère de deuxième formation, par l'amalgame des
  - 4e demi-brigade légère bis de première formation également appelée demi-brigade des Allobroges (1er bataillon de la légion des Allobroges, 2e bataillon de la légion des Allobroges et 4e bataillon de chasseurs des montagnes)
  - 15e demi-brigade légère de première formation (15e bataillon de chasseurs[1],[2], 2e bataillon de volontaires des Bouches-du-Rhône dans lequel le 5e bataillon de volontaires de Vaucluse a été incorporé et 9e bataillon de volontaires du district de Lille)
  - 2e bataillon de la 52e demi-brigade de première formation (2e bataillon du 26e régiment d'infanterie (ci-devant Bresse), 2e bataillon de volontaires de Vaucluse, 5e bataillon de volontaires des Bouches-du-Rhône également appelé bataillon de volontaires de Marseille et 2e bataillon des réquisitionnaires de la Montagne d'Aix)
  - 11e demi-brigade provisoire de première formation (4e bataillon de volontaires de l'Ariège, 4e bataillon de volontaires des Pyrénées-Orientales et 5e bataillon de Braconniers de l'Ariège)
  - 1er bataillon de tirailleurs des Alpes également appelé 1er bataillon de tirailleurs de la frontière des Alpes
  - Compagnie des grenadiers du 1er bataillon de volontaires des Gravilliers également appelé 17e bataillon de volontaires de Paris
- 1er vendémiaire an XII (24 septembre 1803) : La 27e demi-brigade légère est renommée 27e régiment d’infanterie légère.
- 12 mai 1814 : Le 27e régiment d'infanterie légère est licencié. Conformément à l'ordonnance du 12 mai 1814, les  1er, 5e et 6e bataillons sont versés dans le 13e régiment d'infanterie légère[3]. Le no 27 devient vacant. Il ne sera pas recréé par le décret du 20 avril 1815.

## Principales batailles
- 1796 : Campagne d'Italie
  - Passage du Tagliamento et bataille de Lodi
- 1799 : Deuxième Coalition
  - Bataille de Stockach
- 1805 : Campagne d'Autriche
  - Bataille d'Austerlitz
- 1807 : campagne de Prusse et de Pologne
  - Bataille de Friedland
- 1808 : Guerre d'indépendance espagnole
  - Bataille de Durango, bataille de Somosierra,
- 1809 : 
  - Campagne d'Allemagne et d'Autriche
    - Bataille d'Essling et Bataille de Wagram

  - Guerre d'indépendance espagnole
    - Bataille de Talavera-de-la-Reyna
- 1811 : Guerre d'indépendance espagnole
  - Bataille de Chiclana et bataille de Fuentes de Oñoro
- 1813 : 
  - Campagne d'Allemagne
    - Bataille de Wurschen, Bataille de Dresde, Bataille de Bautzen

  - Guerre d'indépendance espagnole
    - Bataille de Vitoria, passage de la Bidassoa et bataille de Bayonne

## Historique des garnisons, combats et batailles du27eléger

### Guerres de la Révolution et de l'Empire
Historique du 27e régiment d’infanterie légère sous la Révolution, le Consulat et le Premier Empire.

### 27ebataillonde chasseurs

#### Guerres de la Révolution et de l'Empire

##### 1792-1793
1er décembre 1792 : Armée de la Moselle, expédition de Trèves

### 27edemi-brigadelégère

#### Guerres de la Révolution et de l'Empire

##### 1796
- le 7 octobre 1796 : Création de la 27e demi-brigade légère de deuxième formation, par l'amalgame des
  - 4e demi-brigade légère bis de première formation également appelée demi-brigade des Allobroges (1er bataillon de la légion des Allobroges, 2e bataillon de la légion des Allobroges et 4e bataillon de chasseurs des montagnes)
  - 15e demi-brigade légère de première formation (15e bataillon de chasseurs[1],[2], 2e bataillon de volontaires des Bouches-du-Rhône dans lequel le 5e bataillon de volontaires de Vaucluse a été incorporé et 9e bataillon de volontaires du district de Lille)
  - 2e bataillon de la 52e demi-brigade de première formation (2e bataillon du 26e régiment d'infanterie (ci-devant Bresse), 2e bataillon de volontaires de Vaucluse, 5e bataillon de volontaires des Bouches-du-Rhône également appelé bataillon de volontaires de Marseille et 2e bataillon des réquisitionnaires de la Montagne d'Aix)
  - 11e demi-brigade provisoire de première formation (4e bataillon de volontaires de l'Ariège, 4e bataillon de volontaires des Pyrénées-Orientales et 5e bataillon de Braconniers de l'Ariège)
  - 1er bataillon de tirailleurs des Alpes également appelé 1er bataillon de tirailleurs de la frontière des Alpes
  - Compagnie des grenadiers du 1er bataillon de volontaires des Gravilliers également appelé 17e bataillon de volontaires de Paris

##### 1799
- 25 mars Bataille de Stockach

##### 1800
La demi-brigade est incorporée dans l’armée du Rhin, au 2e corps du général de division Moreau (provisoirement Lecourbe), 2e division Richepanse. La brigade est commandée par le général de brigade Jean-Baptiste Drouet d'Erlon. La demi-brigade a trois bataillons.
Elle doit se rendre en Batavie (ordre du 22 mars). Aux ordres du général Augereau puis du général Victor, les unités s’installent dans un camp entre Maëstricht et Bréda. Le 19 septembre le régiment quitte Rotterdam pour entrer en campagne et commencer la troisième guerre contre la maison d’Autriche. Itinéraire : Gauda, Utrecht, Nimègue, Düsseldorf, Solingen, Eberjel, Mühleim, Cologne, Bonn, Coblence, Remagen, Andernach, Neuwied. Le 6 novembre le régiment est à Mayence, le 10 à Cassel, le 14 à Francfort, à Aschaffenburg du 16 au 22 décembre. Le 23 décembre la demi-brigade est à Salsminsterburg (Fulde), puis à Nedhof. L’ennemi commandé par Albini attaque le 31 décembre. La demi-brigade met l’adversaire en fuite.

##### 1801
Les villages de Krönenburg et Offen sont occupés. Puis Rokemburg, Hesse-Hambourg, Fréderikdorf, Friedberg, Obvilistadt, Rökemberg d’où le régiment part le 8 avril pour Mayence. Puis Cassel, Nassau, Limbourg, Montabaur, Coblence, Neuwied, Düsseldorf, Linz, Sigburg, Eberfelt, Clèves, Delle, Kikerkues, puis enfin La Haye.
Napoléon demande que les demi-brigades légères soient composées de deux ou trois bataillons, de 5 compagnies, avec au maximum 72 hommes chacune (soit environ 1100 hommes pour trois bataillons).
Du 8 mai au 30 octobre la demi-brigade reste à La Haye.
En été, elle passe de 800 hommes à 1500 grâce à un apport de volontaires brabançons et de conscrits de France. Le 1er octobre, elle est à Berg-op-Zoom, puis Flessingue pour rejoindre l’île de Saint-Domingue. Mais, le fait que 400 hommes soient à l’hôpital avec des fièvres et l’opposition du colonel, le départ ne se fait pas. La 27e est remplacée par la 7e de Ligne.
En novembre 1801, la 27e rejoint Breda et Bois-le-Duc, où elle reste jusqu’au 31 octobre 1802. Le troisième bataillon s’installe à Mordick, entre Amsterdam et Rotterdam.

##### 1802
Par décret du 18 thermidor an X, le Tarn doit fournir 486 conscrits à la 27e demi-brigade d’infanterie légère. En fin d’année, elle a 400 hommes en congés, 500 sur les rangs. Elle est ainsi portée à 1 500 hommes.
Les conscrits ne passent pas plus de huit jours au dépôt. Passée la période d'instruction, on les verse dans les régiments, où ils vont se mêler aux soldats aguerris pour apprendre « sur le tas ».
Le général Claude-Victor Perrin commande les troupes de Hollande, à la place du général Augereau.
La 27e demi-brigade est à Breda (ouest de Tilbourg).

##### 1803
Bonaparte donne l'ordre à Mortier de « prendre le Hanovre ». Pour cela, il doit « réunir à Nimègue, sous le commandement du général de brigade Frère, les deux bataillons de la 48e, les deux bataillons de la 100e, les deux bataillons de la 27e légère, et les six escadrons de cavalerie qui sont sous ses ordres, avec une division de huit pièces d'artillerie attelée, avec les cartouches et approvisionnements de guerre nécessaires pour cette colonne. »
Le bataillon de dépôt (3e) de la 27e légère reste à Breda, et ne participe pas à l’intervention.
Les hommes aptes du 3e bataillon complètent les 1er et 2e.
Les troupes campent entre Harlem et Nimègue.
23 mai : les Français sont à Koerwen.
La 27e demi-brigade est au Hanovre. Elle est formée de trois bataillons (dont le troisième de dépôt et de recrutement qui n’est que de 100 hommes… toujours à Breda en Batavie). Elle est dans la division du général Drouet du premier corps d’armée du maréchal Mortier. Le chef de corps est le Colonel Brunet puis le colonel Chanotet.
Le 1er juin Drouet avec la 27e, charge les Hanovriens à Börstel. Ils capitulent le 3 juin. Le 5 juin les Français entrent dans la ville de Hanovre. Les forteresses de Hameln et Nienburg sont occupées. Les Hanovriens se retirent derrière l’Elbe.
Fin juin, la division Drouet va à la rencontre de l’armée du Hanovre pour lui demander sa capitulation totale, après que les Britanniques ont refusé le compromis de Napoléon. Les prisonniers hanovriens doivent être regroupés à Osnabrück.
Napoléon ordonne le 9 juillet 1803 que le 3e bataillon de dépôt du 27e fasse mouvement. Il passe de Breda à Bergen op Zoom (sud de Rotterdam) puis Zwot, Hardenberg, Meppen, Haselune, Kakemburg, Osnabrück, avant d’atteindre Lüneburg.
août 1803 de Napoléon à Mortier:
« Les conscrits de la réserve des ans IX et X marchent à force pour renforcer vos corps. Il en part près de 400 pour chacune de vos demi-brigades, ce qui vous fera près de 6 000 hommes ; armez-les et habillez-les. »
La mission du corps d’armée est, outre l’occupation, d’imposer le blocus aux marchandises anglaises. Napoléon décide aussi de contrôler les richesses minières du massif du Harz (Hartz), elles sont la grande richesse de l’Angleterre. Il donne pour mission à Héron de Villefosse, ingénieur des mines, d’administrer ces mines.

### 27erégimentd’infanterie légère

#### Guerres de la Révolution et de l'Empire

##### 1803
Le 1er vendémiaire an XII (24 septembre 1803), la 27e demi-brigade légère est renommée 27e régiment d’infanterie légère.
Le 5 octobre 1803, le 27e régiment d’infanterie légère, aux ordres du colonel Jean-Baptiste Charnotet, est réellement créé en remplacement de la 27e demi-brigade. Les nouveaux conscrits qui arrivent du Tarn (deuxième contingent de ce département), de la Franche-Comté, du Piémont, d’Orléans et de Paris, sont à Bréda (Batavie). Le 31 octobre le capitaine Jérôme Laugier (du 3e bataillon) les accompagne par Hardenburg, Meppen, Diephale, Haselune, Kakembruck, Niembourg sur Wesser.
Ils arrivent à Lüneburg (sud de Hambourg) où se trouvent les états-majors de la division de Drouet, de la brigade de Desaix, et du colonel Charnotet du 27e. S’y trouvent également deux bataillons du régiment. Le 2e (capitaine Derbez Latour) et le 3ie bataillon de dépôt (capitaine Albertini). Le premier bataillon est à Winsen, sur l’Elbe près de Hamburg (capitaine Delonge).
De nombreux hommes du 27e sont détachés aux transports réunis de l’armée du Hanovre.
Lors d’une inspection du général Berthier, il est remarqué sur le compte-rendu d'inspection du 27e régiment d’infanterie légère, qu’il faut exécuter les ordres relatifs à la comptabilité et à l'attribution de gratifications. Les troupes du 1er corps (dit armée du Hanovre) sont aussi en garnison dans des villes comme : Sycke, Nordheim (principauté de Göttingen), Sublingen, Diephaz. Une place forte, Hameln, reste la seule conservée après le départ des troupes du Hanovre en juin 1805. Une unité importante est installée à Osnabrück, elle a la garde des troupes hanovriennes. Un hôpital se trouve dans cette ville, ainsi qu’un autre à Hambourg.

##### 1804. Occupation du Hanovre
Nouvelles structures de l’infanterie légère.
Auparavant, une demi-brigade d’infanterie légère, depuis la réforme du 24 septembre 1803, lorsqu’elles ont pris le nom de régiments, était composée de manière similaire à l’infanterie de ligne. Chaque bataillon était composé de trois à neuf compagnies. La première est celle des carabiniers et la dernière celle des voltigeurs. Les autres sont composées de chasseurs à pied, appelés parfois fusiliers. L’arrêté du 22 ventôse an XII (13 mars 1804) impose des voltigeurs dans la « légère ». La 1re compagnie des bataillons est composée de carabiniers, la 3e ou 6e de voltigeurs. Ces derniers, de petite taille, peuvent être déplacés en croupe par les troupes à cheval. Cette explication est le prétexte à incorporer les réformés en raison de leur petite taille (ancienne limite 1,60 m).
Le 12 mai 1804 le nombre de régiments d’infanterie légère devait être ramené à 15, de trois bataillons chacun. Ils restent formés de six compagnies : la 1re de carabiniers, 4 de chasseurs, la 6e de voltigeurs. Chaque régiment a un effectif de 1379 hommes, officiers compris. En fait, certains bataillons restent avec 9 compagnies, et le 27e est souvent proche des 2000 hommes, voire des 3000 à la fin de l’Empire. Les conscrits des Ans XI et XII sont du département de Marengo (558 hommes). La composition des régiments de l'infanterie légère a changé au cours de l’Empire. Fin 1804 chaque régiment a théoriquement 2 ou 3 bataillons de guerre et un bataillon de dépôt. Chaque bataillon de guerre a 9 compagnies: la 1re est celle des carabiniers et la 9e celle des voltigeurs ; les 7 autres sont donc des compagnies où les hommes y sont dénommés chasseurs ou fusiliers. Le bataillon de dépôt, aux ordres d’un major n'a que quelques compagnies de chasseurs. En février 1808, les régiments sont dotés d'un bataillon de guerre supplémentaire mais les bataillons sont composés alors de 6 compagnies: la 1re de carabiniers, la 6e de voltigeurs et les 4 autres de chasseurs. Sur la fin de l'Empire, on augmente le nombre des bataillons tout en diminuant les effectifs de ceux-ci (nécessité oblige), mais on dissout aussi certains bataillons pour en renforcer d'autres. Donc tout est affaire de régiment. C'est un peu plus complexe pour les compagnies d'élite détachées. Elles ont été rattachées, à la va-vite, à divers régiments provisoires, ou brigades, en fonction des impératifs opérationnels. Certaines, entre 1805 et 1809, étaient dans la "Réserve" de la fameuse "division Oudinot".
Les festivités pour « la remise des Aigles » du mois de mai à Lüneburg sont grandioses. Le régiment reçoit 14 légions d’honneur à distribuer aux non-officiers.
Au Sénat en décembre 1804 : Charnotet, colonel du 27e d’infanterie légère, demande et obtient le privilège de faire porter des bonnets à poil à ses carabiniers.Seules les compagnies de carabiniers du régiment (une seule par bataillon) ont le privilège de les porter, avec un plumet, des cordons, des raquettes écarlates, de même qu'ils portent aussi des épaulettes écarlates. Cette coiffure (appelée aussi bonnet d'ourson) est donnée aux compagnies ou unités "d'élite" (comme les grenadiers et les chasseurs de la Garde impériale, par exemple). Les carabiniers composent une des compagnies d'élite d'un bataillon d’infanterie légère, comme les voltigeurs, mais ces derniers portent le shako avec le collet (col) de l'habit couleur chamois et le plumet chamois et vert. Les autres compagnies d'un bataillon d’infanterie légère (les chasseurs-fusiliers) portent le shako depuis 1800. Les modèles de shako ont varié entre 1800 et 1815.
Le 15 juillet 1804 le maréchal Mortier (désavoué pour un emprunt financier au bénéfice de l’État français, au Hanovre) est remplacé provisoirement par le général Dessolles qui commande la division d’Osnabrück. Puis, par le maréchal Bernadotte.
En août 1804, le 3e bataillon passe de Lüneburg à Lauenburg. Le major est Ronzier. Le quartier-maître est Chamatier instructeur des nouveaux conscrits du département de Marengo. Les 1er et 2e bataillons restent respectivement à Winsen et Lüneburg.

##### 1805
Le 20 mars Bernadotte est à Utrecht.
En 1805 l’infanterie légère passe à 32 régiments.
Les grandes unités deviennent alors des corps d’armée.
En juin 1805, le régiment, au sein du 1er corps d’armée, quitte la ville de Lüneburg et ses environs, où il a passé dix-huit mois, pour s’installer dans un terrain à l’est de la ville. À la même époque un contingent est prélevé par Bernadotte sur le 27e léger, au profit des « transports réunis de l’armée du Hanovre ». Ce contingent revient en mai 1806 au régiment. Il ne participe donc pas aux campagnes d’Autriche et de Saxe, ni à Austerlitz.
Le 15 juillet 1805 le régiment prend ses cantonnements autour de Lüneburg. Le troisième bataillon occupe l’est de l’Elbe, Molln et Lauenburg, puis de nouveau le régiment regagne Lüneburg. Aucune certitude pour le 1er bataillon.
Le 15 août le 1er corps d’armée se rassemble et le régiment quitte de nouveau Lüneburg. Après quatre jours de marche le régiment arrive à Österode (ville minière du Harz). Le corps d’armée est au complet. Deux jours après il est à Göttingen. Il prend l’itinéraire : Münden (Hann-münden), Cassel, Butzbach, Friedberg, Rokemberg, passe près de Francfort et arrive à Hanau.
Seule la forteresse de Hameln est conservée par les forces françaises ; quelques détachements isolés aident au fonctionnement des arrières et des liaisons.
Deux courriers de Napoléon, au maréchal Berthier :
Camp de Boulogne, 23 août 1805.
« Écrivez au maréchal Bernadotte que, ne sachant point où en veut venir l'Autriche avec tous les mouvements qu'elle fait, j'ai trouvé convenable qu'il réunisse à Göttingen le 27e d’infanterie légère, les 95e, 8e et 94e de ligne, quatre régiments de chasseurs et de hussards, et vingt-quatre pièces attelées, avec double approvisionnement; qu'il fasse venir toutes les troupes qu'il a à Osnabrück, où il suffit qu'il ait 25 hommes de cavalerie; que cela formera un corps de 10 000 hommes, qu'il fera commander par un général de division et deux généraux de brigade, et qui, réuni à Göttingen, se portera partout où il sera nécessaire; qu'il fasse confectionner à Göttingen 100 000 rations de biscuit, mais qu'il ne démasque pas encore ce mouvement; qu’il gagne quatre jours, de manière qu'au premier courrier qu’il recevra il puisse, en trois jours, avoir tout son corps réuni à Göttingen. Il recevra un courrier dans deux jours. »
Camp de Boulogne, 26 août 1805 (8 fructidor an XIII).
« Mon Cousin, préparez des ordres pour le général Marmont et pour le maréchal Bernadotte.
Le général Marmont se mettra en marche avec tout son corps fort de 20 000 hommes, tout son matériel d'artillerie et le plus d'approvisionnements de guerre qu'il pourra emporter. Il se rendra à Mayence : il lui faut quatorze jours de marche. Cet ordre sera expédié le 9, après m'en avoir demandé l'autorisation à dix heures du soir; il arrivera le 12; le général Marmont partira le 14 et sera arrivé à la forteresse de Mayence le 28. Il marchera à la fois, par trois routes, de manière que tout son corps soit réuni à Mayence avant le 30 fructidor. Il fera verser la solde dans les caisses des quartiers-maîtres de son corps jusqu'au 1er brumaire.
Vous me présenterez également le 9, à dix heures du soir les ordres pour le maréchal Bernadotte. Vous lui ordonnerez de se réunir à Göttingen. Le courrier ne sera pas arrivé avant le 14. Le maréchal Bernadotte partira le 15 ; il lui faut quatre jours de marche pour se réunir à Göttingen. Recommandez-lui de lever le plus de chevaux d'équipages et de fournir à son corps d'armée le plus d'approvisionnements de guerre et d'artillerie qu'il pourra. »
Campagne de Bavière (3e coalition).
Septembre 1805, déplacement du Hanovre à la Bavière.
Lettre de septembre de Napoléon au maréchal Bernadotte, commandant le 1er corps de la grande armée.
« Monsieur le Maréchal, l'Empereur vous ordonne de partir, avec votre corps d'armée, pour vous rendre à Würzburg, et de combiner votre marche de manière à y être arrivé du 1er au 2 vendémiaire (23 septembre 1805). »
Le corps autrichien ennemi se trouve alors entre Francfort et Mayence.
Le 13 septembre la division se dirige vers Würtzburg délaissant les Autrichiens. L’armée française du Hanovre et celle du prince de Bavière forment un effectif de plus de 42 000 hommes.
Saint-Cloud, 22 septembre 1805: au maréchal Bernadotte.
« Mon Cousin, j'ai reçu votre lettre du 1er vendémiaire (23 septembre), datée de Windecken. D'après mes calculs, vous deviez être ce jour-là à Würzburg. »
Le 26 le régiment est à Anspach, le 28 à Weissenburg, l’armée hollandaise rejoint le 1er corps avec ses 15 000 hommes.
Pour sa part Napoléon arrive, depuis Boulogne, avec les autres corps d’armée (du deuxième au septième) par le nord de la Forêt Noire, il se dirige vers Ulm.
Le 27e régiment d’infanterie légère passe près de Nüremberg (Nürnberg) vers le 25 septembre 1805.
Il faut éviter cette ville libre et impériale qui a le statut de « reichstadt », (ville d’Empire), ancien Burgraviat, pour des raisons de neutralité.
Le régiment atteint Einstadt. Il passe le Danube à Ingolstadt.
Les deux autres divisions se portent vers Munich. Le 10 octobre le 1er corps de Bernadotte est à Pfaffen-Hoffen, l’avant-garde à Reicherhausen. (Ce corps d’armée ne participe pas à la victoire de la bataille, dite de « Ulm »).
Correspondances de Napoléon :
Le maréchal Bernadotte est arrivé à Munich le 12 octobre, à 6 heures du matin; il a fait 800 prisonniers et s'est mis à la poursuite de l'ennemi. Le prince Ferdinand se trouvait à Munich. Il parait que ce prince avait abandonné son armée de l'Iller.
Au maréchal Bernadotte. Camp impérial d’Augsbourg, 30 vendémiaire an XIV(22 octobre 1805). Mon Cousin, j’apprends que les ennemis ont sommé Passau. Je vous ai écrit, il y a plus de dix jours, de faire renforcer ce poste. Dites au général Deroy d’y faire filer des troupes, et faites tout ce qui est en votre pouvoir pour que la citadelle de Passau ne nous échappe pas. Il serait malheureux qu’après l’avoir conservée si longtemps nous la perdions dans un moment où elle nous sera si utile. Je serai probablement après-demain à Munich. Vous aurez su le résultat du combat de Nuremberg, où le prince Murat est arrivé à temps pour défaire entièrement l’archiduc Ferdinand, qui ne s’est échappé qu’avec très peu de monde ; les 500 chariots qu’il emmenait ont été pris.
Le 21 octobre 1805, entre Fürth et Nürnberg, prise de 16 000 hommes par les unités de Murat.
Toute la ville de Nürnberg a été témoin de la bravoure des Français. Un grand nombre de déserteurs et de fuyards des débris de l'armée autrichienne remplissent la province de Franconie, où ils commettent beaucoup de désordres. Tous les bagages de l'ennemi ont été pris (Napoléon).
Le corps d'armée du maréchal Bernadotte quitte Munich le 26 octobre.
Le 27e léger ne semble pas avoir été à Nürnberg, mais il est passé à 40 km.
Le 26 octobre le 1er corps occupe Sprenglbuch et Standheim. L’avant-garde est formée par le 27e léger, elle arrive à Wasserburg. Le 28 octobre, le 2e bataillon et les carabiniers montent à l’assaut d’un fortin. Une méprise, entre eux, facilite la fuite des défenseurs autrichiens.
Campagne d’Autriche de 1805 :
Les trois divisions entrent sans combat dans Salzbourg. 
Le régiment fait quelques centaines de prisonniers. Il reste six jours près de cette ville.
Le maréchal Bernadotte est arrivé le 30 octobre, à dix heures du matin, à Salzbourg. L'Électeur en était parti depuis plusieurs jours. Un corps de 6 000 hommes s'était retiré précipitamment la veille. Bernadotte est maître de Salzbourg. 
Batailles de Halm (1er novembre) (un officier blessé). Combat des défilés de Gölling et de Lüeg-Pass.
Bulletin 16 de la Grande Armée du 2 janvier 1805 : « au moment de son arrivée à Salzbourg, le maréchal Bernadotte avait détaché le général Kellermann à la tête de son avant-garde pour poursuivre une colonne ennemie qui se retirait par le chemin de la Carinthie. Elle s'était mise à couvert derrière le fort de Lüeg-Pass dans le défilé de Gölling. Quelque forte que fût sa position, les carabiniers du 27e régiment d’infanterie légère l'attaquèrent avec impétuosité. Le général Werler fit tourner le fort, par le capitaine Campocasso, par des chemins presque impraticables. 500 hommes, dont 3 officiers, ont été faits prisonniers. La colonne ennemie, forte de 3 000 hommes, a été éparpillée dans les sommités. On y a trouvé une si grande quantité d'armes qu'on espère ramasser encore beaucoup de prisonniers. Le général Kellermann donne des éloges à la conduite du chef de bataillon Dherbez-Latour. Le général Werlé a eu son habit criblé de balles. »
Le 1er corps prendra successivement Lünbach, Linz, Ybbs et Melk. La retraite des Austro-Hongrois est générale. Ils passent entre les rivières Traum et Enns. Le 13 novembre les troupes françaises entrent dans Vienne.
Le 1er corps de Bernadotte quitte Melk, longe le Danube, arrive à Mautern. Bernadotte fait établir un pont de bateaux et passe le fleuve le 13 novembre. Le lendemain les troupes sont à Krems. Le régiment arrive à St-Paulen, le 12 novembre. Le 15, le 27e est à Hollanbrun. Le 17, il arrive à Znaïm en Moravie puis rejoint Budoy et Gross Meseritsch. Le 28, il est à Iglau.
Le 20 novembre Napoléon installe son état-major à Brünn près d’Austerlitz, face à l’armée russe. Bernadotte reçoit l’ordre de poursuivre les forces russes, qui reculent.
Le 22, il est à Zwittau. Le 27, Bernadotte est à Iglau. Il y fait prisonnier 350 dragons du régiment « La Tour », et des cuirassiers d’Höhenhole. Puis, la division de Drouet (27e) se rend à Deutschbrod. Bernadotte et son corps d’armée bivouaquent, le 30, derrière Brünn.
Le 1er décembre ce corps d’armée forme le centre, avec sur son aile droite la division Drouet. Le régiment passe la rivière Jirzokowitz en offensive et se rend au cœur du dispositif (plateau de Pratzen). Il passe le pont de Girzikowitz.
2 décembre : Bataille d'Austerlitz (2 officiers blessés, un officier tué).
Ordre de Napoléon : « M. le maréchal Bernadotte, avec ses deux divisions d'infanterie, se portera, à sept heures du matin, sur la même position qu'occupe, la division du général Caffarelli, hormis que sa gauche sera à hauteur derrière le Santon, et y restera en colonne par régiment. »
La cavalerie russe attaque le 3e bataillon du 27e par le front des carabiniers et par le flanc gauche. Puis les russes reviennent avec leur infanterie, devant les baïonnettes du 27e léger. Premier échec de la cavalerie russe. L’infanterie russe se réfugie en désordre dans le village.
Bernadotte a détaché la division Drouet (colonel Gérard) pour contrer l'infanterie russe. C’est la première fois que ces deux corps d’élite se rencontrent.
30e bulletin de la Grande Armée : Les Français s'élancent, enfoncent la cavalerie russe. Une deuxième charge de cavalerie commandée par le prince Repnine s'effectue. Le colonel Morland est tué. Arrivent en renfort les grenadiers à cheval d'Ordener. La mêlée est impressionnante. La cavalerie française parvient à disperser et à refouler les chevaliers-gardes d'Alexandre, faisant un illustre prisonnier, le prince Repnine en personne, que le général Rapp, le crâne entouré d’un pansement, présentera lui-même à Napoléon. Le 27e et toute la division Drouet (94e et 95e de ligne) culbutent ceux de la garde russe. La cavalerie russe interviendra mais elle sera prise en tenaille par la division Drouet et la cavalerie de Bessières. Pendant ce temps, les trois régiments de la division Drouet refoulent l'infanterie russe, privée de la protection de la cavalerie, sur Krenovice et Austerlitz. Le 27e occupe alors Krenowitz.
Le général de brigade Maison, ordonne au premier bataillon du 27e de poursuivre l’ennemi. Onze canons sont saisis, ainsi que des centaines de prisonniers blessés. Le corps reste en réserve jusqu’à la fin de la bataille.
Le très bon comportement de la 2e division Drouet est signalé, unité à laquelle appartient le 27e léger.
Les pertes à Austerlitz, pour le 27e, sont d’un officier, et de sept sous-officiers et hommes, tués ou blessés mortellement. D’après une autre source, certainement plus proche de la vérité, 50 combattants, tous grades confondus, furent mis hors de combat.
Après Austerlitz, le 1er corps de Bernadotte occupera la Bohême. Le régiment sera entre Haute-Autriche et Moravie, dans les environs de Tabor, à Noël. Ensuite retour en Autriche à Neubourg, puis à Linz le 9 janvier. Le régiment passe à Iglau (Moravie-Bohême) et à la mi-janvier se trouve à Budweiss (Moldavie).

##### 1806
Séjour en Bavière, puis campagnes de Saxe et de Prusse.
Le régiment appartient toujours à la deuxième division du 1er corps de Bernadotte. Il repasse en Autriche par Neubourg et Linz, entre en Bavière à Passau et continue sur Straubing et Ratisbonne.
Le 16 février il est à Ingolstadt sur le Danube.
Le 24 février le maréchal Bernadotte installe son poste de commandement à Ansbach (40 km de Nürnberg). Il y restera 7 mois. Les cantonnements sont pris dans l’évêché de Eischätt jusqu’au 1er mars. Le 2 mars, la division est à (Vach) Fürth, à une lieue de Nürnberg.
Au début du mois de mai le régiment est à Schwabach. Le 1er juin, l’infirmerie du régiment est à Genpratain. La 1re division du général Dupont de l’Étang garde les ponts sur le Rhin entre Köblentz et Krefeld.
La division prend Nürnberg fin juillet 1806. Après plusieurs années de combats les soldats « soufflent »; ils pensaient, comme promis, entrer en France, mais il n’en est rien. Nombreux sont ceux qui désertent « localement ».
Le capitaine Laugier prend le commandement de la 6e compagnie du 2e bataillon.
Le 19 septembre, Bernadotte est à Bayreuth et Cobourg. Le régiment passe le mois de septembre au nord de Nürnberg (Hersbrück, Velden, Auerbach sur la Pegnitz). Le 20 septembre Bernadotte se trouve entre Bamberg et Kronach, prêt à déboucher vers Saalburg. Le 27e est toujours dans la division du général Drouet.
Mayence, 29 septembre 1806. Au maréchal Berthier.

« Mon Cousin, mon intention a été de réunir le 1er corps de la Grande Armée à Nuremberg. Cependant j'ai vérifié sur mes minutes, et il est vrai que je vous ai écrit : à Bamberg. En conséquence donnez ordre au corps du maréchal Ney de presser sa marche pour être réuni le 3 octobre à Nuremberg, au lieu d'Anspach. Donnez ordre à toutes les divisions de cavalerie, qui sont restées en arrière, de continuer leur marche pour prendre leurs positions depuis Würzburg jusqu'à Lichtenfels. »

Déclenchement de l’offensive vers la Saxe.
Le 1er octobre le régiment est aux environs de Förcheim entre Nürnberg et Bamberg. Il s’installe au nord de Bamberg du côté de Cobourg. Il y forme l’avant-garde de l’armée face à la menace de la Prusse. Napoléon prend les devants et déclenche l’offensive vers le nord.
Itinéraire : traversée du Frankenland (Franconie), Kronach, Labenstein, Saalburg,
Würzburg, 5 octobre 1806.

« Au maréchal Bernadotte.
Je n'ai laissé votre corps d'armée qu'à deux divisions, parce je voulais vous donner l'armée bavaroise ; mais, d'après le désir que vous m'avez manifesté de ne plus avoir ce corps sous vos ordres, j'en ai disposé autrement, et j'ai ordonné que la division Dupont, forte de 7 500 hommes présents sous les armes, avec huit pièces de canon, passât sous votre commandement. Cette division sera le 6 à Bamberg. Vous lui ferez connaître la position qu'elle doit occuper en la cantonnant sans délai près Lichtenfels et Kronach. »

Le 1er corps comprend six régiments d’infanterie, dont le 27e léger, et quatre de cavalerie.
Le 8 octobre Murat est face à Saalburg. Le 27e dégage la ville avec quelques cavaliers et un peu d’artillerie.
Combat à Schleiz (9 octobre) (un officier tué, nombreuses pertes du 27e léger).
Le 1er corps du maréchal Bernadotte est engagé. Sa 3e division d’infanterie est commandée par le général Drouet d’Erlon (5 978 hommes). Dans cette division, la 1re brigade (généraux Maison et Frère) se trouve le 27e léger, aux ordres du colonel Chanotet (1er et 2e bataillons engagés).
Juste avant la tombée de la nuit, quatre compagnies d’infanterie légère françaises sont attaquées, dans une vaste plaine, par un régiment de hussards prussiens. Dès lors, les Français se forment en carrés, ils repoussent l’attaque et tuent, par l’intermédiaire de feux de mousqueterie, 200 cavaliers prussiens. Le général Murat allait être fait prisonnier ou tué, la première compagnie de voltigeurs du 27e le dégage.(Bulletin de la GA).
À l’entrée du village le capitaine Campocasso (héros d’Italie et de Lüeg-pass) est tué, 200 prussiens sont faits prisonniers par le régiment.
Cette première bataille se termine à l’avantage des Français. Les Prusso-Saxons déplorent la perte de 400 soldats tués, 300 prisonniers et trois canons perdus.
9 octobre : Bernadotte enlève le pont de Saalburg face à un millier de Prussiens.
Bulletin de la G.A. Après avoir franchi la Saale à Saalburg, Bernadotte et la cavalerie de Murat engagent le premier combat de la campagne de 1806 contre un petit corps prussien de 6 000 hommes, du corps de Hohenhole, commandé par Tauenzien. Ce corps est écrasé à Schleiz par deux brigades de la division Drouet et grâce à la tenue de la brigade du général Maison.
Le régiment se déplace de Auma à Géra.

« Hier 11 octobre 1806, en passant à Gera (près Iéna) devant le 27e régiment d’infanterie légère, l'Empereur a chargé le colonel de témoigner sa satisfaction à ce régiment sur sa bonne conduite.
Dans tous ces combats, nous n'avons à regretter aucun officier de marque; le plus élevé en grade est le capitaine Campocasso, 27e d’infanterie légère, brave et loyal officier. Nous n'avons eu que 40 tués et 60 blessés (bulletin de la GA). »

Le 12 Bernadotte s’établit à Zeitz et Drouet à Minwish, à 3 lieues de là, sur la route de Naumburg.
Iéna (14 octobre 1806). Bien que parfois cité, le 27e, dans le corps du maréchal Bernadotte, n’était qu’en marge des combats de Iéna, d’Auerstaed et d’Hassenhaussen, au grand dam de Napoléon qui en a fait reproche au maréchal. Il l’accuse de s’être tenu à l’écart. Le 1er corps de Bernadotte est en flanc-garde à l’est de Iéna, (Itinéraire Crossen, Naumbourg).
Combat de Halle (17 octobre 1806) (un officier et de nombreux soldats tués).
Lancées à la poursuite de l’armée prussienne en déroute, les troupes de Bernadotte attaquent Halle que défendent 20 000 Prussiens. La vigueur de l’offensive de la division Dupont démoralise l’adversaire qui se replie après avoir perdu le quart de ses effectifs. Le corps du prince de Würtemberg est battu.
La division Tilly vient à l’appui de Drouet qui doit traverser la Saale au pont de Halle. Le 27e, au sein de la division Drouet, soutenu par la division Rivaud, continue son mouvement offensif, bat la charge et attaque les Prussiens à la baïonnette. Ces derniers le somment de se rendre. Mais les deux autres régiments (94e et 95e) chargent à leur tour. Les deux mille Prussiens se rendent (régiment de Tergost). La rive droite de la Saale est ouverte jusqu’à Magdeburg. L’adjudant-major du deuxième bataillon est tué.
Le grand-duc de Berg (maréchal Murat) est arrivé à Halberstadt le 19. Le 20, il a inondé toute la plaine de Magdebourg par sa cavalerie. Les troupes ennemies, les détachements isolés, les hommes perdus, seront pris au moment où ils se présenteront pour entrer dans la place.
Le 20 octobre Bernadotte occupe Ascherleben, Güsslen, Bernburg. À l’arrivée des avant-gardes françaises, dont le 27e léger, l’abbesse de Quedlinburg demande une « sauvegarde » pour la protection des domaines princiers de Quedlinburg et de Hoym, au premier général qui arrive (lettre en annexe)[réf. nécessaire].
Le régiment campe entre le Hanovre et le Brandenburg, dans la région de Perleberg (130 km au nord-ouest de Berlin).
Le 22 octobre Drouet est à Barby, le 25 à Brandenburg.
Note : Le 27 octobre Napoléon entre dans Berlin. Magdebourg est assiégé par le maréchal Ney.
Itinéraire du 1er corps: Lac de Havel, Kremmen, Oranienburg, Grandsee, Fürstenberg, Neu-Brandeburg, Waren, Alt Schwerin, Schewerin (accrochage avec l’arrière-garde des Prussiens de Blücher à Gadebuch.)
Le régiment en plaine, est formé en deux carrés avec ses deux bataillons. Il bloque les dragons prussiens. Les deux compagnies de voltigeurs sortent des carrés pour protéger le maréchal Bernadotte qui allait être pris. Bernadotte, ayant reproché la lenteur des troupes d’infanterie quelques instants avant, fait amende honorable.
Lübeck (6 novembre)(3 officiers tués, 12 officiers blessés, dont le chef de bataillon d’Herbez-Latour ainsi que de nombreux hommes).

« Le 4 novembre, le corps d’armée prit position à Grevismühlen; le prince de Ponte-Corvo (Bernadotte) culbuta l'arrière-garde; mais il ne put entamer ce corps, parce qu'il n'avait que 600 hommes de cavalerie et que celle de l'ennemi était beaucoup plus forte. Le général Watier a fait dans cette affaire de très belles charges, soutenu par les généraux Pacthod et Maison, avec le 27e régiment d’infanterie légère et le 8e de ligne.
Le général Drouet, à la tête du 27e régiment d’infanterie légère et des 94e et 95e régiments, aborda les batteries avec ce sang-froid, cette intrépidité, qui appartiennent aux troupes françaises. Les portes sont aussitôt enfoncées, les bastions escaladés, l'ennemi mis en fuite, et le corps du prince de Ponte-Corvo entre par la porte de la Trave.(Bulletin de la G.A). »

Le 27e paie un très lourd tribut. Le régiment a 150 hommes hors de combat dont les deux tiers vont mourir. Un capitaine des carabiniers et deux lieutenants sont tués, et deux autres capitaines sérieusement blessés. Le capitaine de la 5e du 2e bataillon est blessé à Lübeck.
Les Prussiens et les deux régiments suédois sont faits prisonniers. Le corps d’armée s’installe entre le Lauenburg (Hanovre) et le Mecklemburg.
Deux compagnies du premier bataillon sont à Zarenti, puis vont à Travenmüde dans le Schlewich- Holstein.
Le 7 novembre la division de Drouet est à Schwartau. Le 27e qui marche en tête rencontre les arrière-gardes prussiennes à une demi-lieue de Lübeck. La division y fait 1 500 prisonniers.
Le 27e capture le général Blücher (qui sera libéré plus tard, et dont la présence sera décisive en 1815 à Waterloo) et le prince Guillaume de Brünswick. Le 13 novembre, le deuxième bataillon est à Berlin. Il se porte sur Frankfûrt-am-Oder.
Siège de Magdeburg (20 octobre – 11 novembre 1806)
Le général Kleist et la garnison de Magdeburg, forte de 25 000 hommes, sont assiégés à partir du 20 octobre 1806 par Soult, puis par Ney qui ne dispose que de 18 000 soldats. La garnison ne fait qu’une tentative de sortie, le 4 novembre, et finit par capituler pour éviter un bombardement de la ville.
Campagne de Pologne
Après l’Autriche et la Prusse, battues, il reste dans la coalition la Russie et l’Angleterre avec toutes leurs forces intactes. C’est pourquoi Napoléon marche sur la Pologne, pour la « libérer » des russes. Ceux-ci arrivent avec 60 000 hommes sur Varsovie, et 40 000 suivent à quelques jours. Après Frankfürt-am-Oder le régiment se dirige sur Posen (Poznań). L’Empereur est présent.
Le capitaine Lapigue commande les carabiniers d’un des bataillons.
Le régiment passe à Guesna, puis à Thorn (Torun) sur la Vistule, le 6 décembre. Noël se passe avec du pain et de l’eau, même pour les officiers".
Le capitaine Collet de Lille est présent au régiment. Le 29 décembre le régiment est à Mlawa.
Le 1er corps de Bernadotte prend le poste russe de Biezn sur la rivière Ukra (Wkra), puis va à Ciechanow. Trop éloigné, le régiment ne participe pas aux combats de Golymin et Pultusk en Pologne (26 décembre 1806). Le corps d’armée de Bernadotte est en flanc-garde au nord du dispositif.
Le régiment appartient au 1er corps d’armée de Bernadotte, 3e division du général Drouet (aidé des généraux Werlé et Frère). Il est aux ordres du colonel Chardotet (deux bataillons)
Son effectif est de : 53 officiers, 1264 sous-officiers et hommes de troupe. Les détachés sont 130 (seraient - ils à Hoym ?). Dans les divers hôpitaux on en compte 350.
Le troisième bataillon est celui de dépôt (sa position exacte n’est pas connue).
Note : on trouve par ailleurs le 1er bataillon d’élite formé des compagnies d’élite des 27e léger, 94e et 95e de ligne, et le 2e bataillon formé avec celles des 8e, 45e, 54e de ligne. Ces deux bataillons constituent le 1er régiment (provisoire) de la Brigade Ruffin, du corps du général Oudinot.

##### 1807
Le 11 janvier le régiment part pour la Grande Pologne, vers la forteresse de Graudenz (Grudziadz).
Le deuxième bataillon en avant-garde, près de Christburg (Dzierzgon), est attaqué par une unité qui fait une sortie hors de la citadelle. Le bataillon fait 200 prisonniers.
Combat de Mohrungen (Vistule) (25 janvier 1807)(3 officiers blessés): Alors que l’armée française a pris ses quartiers d’hiver, Bennigsen décide de prendre l’offensive.
Bennigsen se résout à passer à l'offensive en attaquant le corps du maréchal Bernadotte, situé au nord du dispositif français et après l'avoir défait à s'engager dans les arrières des Français. Cependant Bernadotte réagit promptement en prenant l'offensive à Mohrungen, le 25 janvier 1807, ce qui permet de dégager son corps d'armée, face à des forces deux fois supérieures en nombre. Le 27e, formé en ligne sur ordre de Bernadotte, attaque les Russes sur les hauteurs de Mohrungen.
Le petit dépôt du régiment est à Thorn (ville de Pologne), le grand dépôt à Aix-la-chapelle.
Le 6 mai, le régiment est à la prise de l’île de Holm qui est le verrou de Dantzig. La mission de prendre l’île est confiée à la division Drouet. Le 24 mai la division occupe Dantzig. Le régiment passe aux ordres du colonel Jean Étienne Clément-Lacoste (30 mars).
Spanden (5 juin). (2 officiers blessés, Bernadotte blessé, cède le 1er corps au général Dupont)
« Les hommes du 27e reçoivent la charge des Russes et les repoussent par un feu particulièrement foudroyant »
Combat de la rivière Passarge(deux officiers blessés).
L’ordre fut donné au 27e léger de se maintenir jusqu’à la dernière extrémité, et de périr même, pour maintenir le passage de la tête de pont.
Le 5 juin, l'armée russe se mit en mouvement. Ses divisions de droite attaquèrent la tête de pont de Spanden, que le général Frère défendait avec le 27e régiment d’infanterie légère. Douze régiments russes et prussiens firent de vains efforts ; sept fois ils les renouvelèrent, et sept fois ils furent repoussés par le 27e . Cependant le prince de Ponte-Corvo avait réuni son corps d'armée; mais, avant qu'il pût déboucher, une seule charge du 17e de dragons, faite immédiatement après le septième assaut donné à la tête de pont, avait forcé l'ennemi à abandonner le champ de bataille et à battre en retraite. Ainsi, pendant tout un jour, deux divisions ont attaqué sans succès un régiment, qui, à la vérité, était retranché. (Bulletin 78 de la GA du 12 juin).
Le régiment est divisé en deux unités:
- le régiment proprement dit, qui garde l’appellation 27e.
- les compagnies d’élite (carabiniers et voltigeurs), lesquelles sont mises à la disposition de la division du général Oudinot dite « les grenadiers réunis du général Oudinot ».

Ces compagnies d’élite sont dans des unités particulières, à savoir:
Au 10 janvier 1807. 1re brigade Ruffin, 1er régiment, 1er bataillon Trahier :
- 1re compagnie (carabiniers du 27e).
- 2e compagnie (voltigeurs du 27e).

Au 1er juin 1807. Le premier régiment de cette division comprend à la 1re brigade Ruffin :
- le 1er bataillon (chef de bataillon Launier) avec dans sa 6e compagnie, issue du 27e léger : 3 officiers, 73 carabiniers.
- le 2e bataillon (chef de bataillon Broyer) dispose, dans sa 6e compagnie, du 27e léger avec 3 officiers, 76 voltigeurs.

Friedland (14 juin)Enclave de Kaliningrad, de nos jours Pravdinsk (1 officier tué, 4 officiers blessés, 10 blessés). Le 27e léger est à la brigade Frère, division Villatte. Le 1er corps d’armée est passé de Bernadotte à Victor.
Comme un seul homme, les troupes du général Victor ainsi que celles des divisions de dragon Lahoussaye et Latour Maubourg se jettent sur le centre droit russe. Les russes reculent.
La bataille de Friedland est terminée. Les pertes russes sont énormes : probablement 12 000 hommes et 80 canons. Mais Napoléon a perdu 8 000 soldats.
Le 12 juillet 1807 (Napoléon à Königsberg.) : Le corps de M. le maréchal Bernadotte, aux ordres du général Victor, sera dirigé en droite ligne sur Spandau, où il tiendra garnison sur les États de Prusse, à la droite de l’Elbe, et où il sera à portée de la Poméranie suédoise, c’est-à-dire de Prenzlow et de Pasewalk.
Le 11 novembre 1807(Napoléon à Fontainebleau) : Le quatrième commandement comprendra les pays situés entre l’Oder et l’Elbe. Le maréchal Victor aura ce commandement. Il y aura là le 1er corps et les trois divisions de grosse cavalerie.

##### 1808
Trois correspondances de l’empereur :
1. Le 12 janvier 1808. Le maréchal Kellermann a 6 000 hommes qui attendent des récompenses militaires; je désirerais savoir ce qui s'oppose à ce que l'on se débarrasse de ces hommes (en leur donnant satisfaction). Je vois dans les états de situation des gouvernements militaires que vous portez des détachements sans dire à quel corps ils appartiennent. J'ai dissous, je crois, tous les régiments provisoires, de sorte que je ne sais pas par quelle raison ces détachements se trouvent là. Je vois bien pourquoi le bataillon du 17e s'y trouve, c'est pour la garnison de Hameln (sud-ouest de Hanovre); c'est un corps entier; le 44e également; mais je ne vois pas pourquoi il y a 258 hommes du 27e léger. Le pays de Hanau (banlieue-est de Frankfurt) étant dans le commandement du maréchal Kellermann, il y fait des changements de troupes qu'il tire de l'armée de réserve.
2. Le 29 janvier 1808. Le ministre de la guerre prie l’Empereur de se prononcer sur l’offre de démission faite par le sieur H… qui a abandonné son poste alors que le 27e léger était sous Heilsberg (un Heilsberg est localisé près de Iéna). Réponse : le faire arrêter et juger par une commission comme lâche (rapporté par Bretonne).
3. Le 22 février. …Quant au 1er corps, les 8e, 32e, 45e, 54e, 63e, 94e, 95e et 96e de ligne, les 9e et 27e légers garderont tout leur monde; mais si le 24e a actuellement vingt-sept compagnies à l'armée, il gardera quatre bataillons pleins et renverra les cadres des trois dernières compagnies du 3e bataillon actuel au dépôt.

Saint-Cloud, 24 mars 1808. (Au maréchal Berthier). Mon Cousin, donnez l’ordre aux maréchaux Victor, Soult, Davout et Mortier de se préparer, au premier ordre qu’ils recevront, à faire camper leurs corps par divisions, et de vous faire connaître le lieu où sera tracé le camp de chaque division, en vous en envoyant le croquis, afin qu’à la réception de leurs projets j’en ordonne la mise à exécution. On ne doit point camper sans mon ordre ; mais il est probable que je l’enverrai avant le mois de mai ; en attendant, on doit tout préparer. Les trois divisions du 1er corps camperont en Prusse…
Note de l’Empereur du 20 mai: « Le 27e léger est au 1er corps de la grande armée avec 2243 hommes et 157 détachés ou malades soit 2500 » : FAUX, (écrit Napoléon), cela fait 2400.(!)
L’essentiel du 27e est toujours en Pologne, hormis le dépôt principal et un 4e bataillon créé pour le Corps d’Observation des Côtes de l’Océan qui est déjà en Espagne.

##### Campagne d’Espagne de 1808 à 1814
La campagne d'Espagne, à partir du mois d’août, concerne les seuls deux premiers bataillons du 27e.
5 août : ordre au premier corps (maréchal Victor) de partir d’Allemagne en Espagne, à marche forcée. Les deux premiers bataillons partent de Pologne avec le colonel et les emblèmes (Aigles). Ils sont à Bayonne en septembre 1808.
Note : ainsi le 27e comprend trois formations (I à III) hormis les dépôts.
- a) En Espagne :
  - (I) : les 1er et 2e bataillons commandés par le colonel Lacoste, brigade Rignoux, division Villatte, du 1er corps d’armée du maréchal Victor arrivé en septembre 1808 en provenance de Pologne. Un nouveau bataillon de dépôt (le 3e) et créé dans le sud-ouest de la France.
  - (II) : le 4e bataillon (créé à partir des cadres et nouveaux conscrits de l’ex 3e bataillon de dépôt) appartient au 8e régiment provisoire de la deuxième brigade du général François Bernard Dufour. Cette unité sera en Espagne dès le début de janvier 1808 (avec le 7e régiment provisoire et le bataillon Irlandais). Ce 8e régiment sera dans la 2e division du général Nicolas Gobert, du Corps d’Observation des Côtes de l’Océan du maréchal Moncey, (COCO) (Voir deuxième partie).
- b) en Allemagne
  - (III): les carabiniers et voltigeurs du 27e dans le corps d’Oudinot.

Les bataillons désignés reçoivent l’ordre de rejoindre Mayence. Ils sont transportés jusqu’à Köblenz par des chariots du train des équipages. De Köblenz ils rejoignent directement le sud-ouest de la France à pied, faute de transport. Le 26 septembre le régiment passe à Bayonne.
Premiers combats en Espagne : Bataille de Durango (Biscaye) (31 octobre 1808), 5 officiers blessés, un officier tué.
Valmaseda (Biscaye) (5 novembre)un officier blessé, Sandupe (Guenès) en Biscaye, (7 novembre), un officier blessé.
Bulletins de l’armée d’Espagne.

« Dans la journée du 7, l'ennemi renforcé de nouvelles troupes arrivées de Saint-Ander (Santander), avait couronné les hauteurs de Guenès (Sandupe) . Le maréchal duc de Dantzick marcha à eux et perça leur centre. Les cinquante-huitième et trente-deuxième se sont distingués. Si ces événements se fussent passés en plaine, pas un ennemi n'eût échappé, mais les montagnes de Saint-Ander et de Bilbao sont presque inaccessibles. Le duc de Dantzick poursuivit toute la journée l'ennemi dans les gorges de Valmaseda. Dans ces dernières affaires, l'ennemi a perdu en hommes tués, blessés et prisonniers, plus de trois mille cinq cents à quatre mille hommes. Le duc de Dantzick se loue particulièrement du général de division Leval, du général de division Sébastiani, du général hollandais Chassey, du colonel Lacoste, du vingt-septième régiment d’infanterie légère, du colonel Bacon, du soixante-troisième d’infanterie de ligne, et des colonels des régiments de Bade et de Nassau, auxquels S. M. a accordé des récompenses. L'armée est abondamment pourvue de vivres; le temps est très-beau. Nos colonnes marchent en combinant leurs mouvements. On croit que le quartier-général part cette nuit de Vitoria. »

Deuxième bulletin de l'armée d'Espagne. Burgos, le 12 novembre 1808. Le duc de Dantzick est entré dans Valmaseda en poursuivant l'ennemi. Dans la journée du 8, le général Sébastiani découvrit sur une montagne très élevée, à la droite de Valmaseda, l'arrière-garde des insurgés; il marcha sur-le-champ à eux, les culbuta, et fit une centaine de prisonniers.
Le 4 novembre, l’Empereur est à Vitoria. Le 27e léger est toujours dans la division Villatte.
Lettre du prince Alexandre, major général, du 6 novembre 1808, au maréchal Victor commandant le 1er corps à Osma, à la suite des combats de la division Villatte (27e léger).

« J’ai mis sous les yeux de l’Empereur, votre lettre du 6, que votre aide de camp a dit avoir écrite à midi. Sa Majesté, Monsieur le Maréchal, a été très mécontente de ce que, au lieu d’avoir soutenu le général Villatte, vous l’ayez laissé aux prises avec l’ennemi, faute, d’autant plus grave que vous saviez que le maréchal Lefebvre avait commis celle de laisser exposée une division de votre corps d’armée en reployant ses deux autres divisions sur Bilbao. Vous saviez, Monsieur le Maréchal, que cette division était exposée à Valmaseda, puisque le général la Bruyère avait communiqué avec elle le 5 au matin. Comment, au lieu de vous porter en personne, à la tête de vos troupes, secourir une de vos divisions, avez-vous laissé cette opération importante à un général de brigade, qui n’avait pas votre confiance et qui n’avait avec lui que le tiers de vos forces ? Comment, après que vous ayez eu la nouvelle que pendant la journée du 5 la division du général Villatte se fusillait, avez-vous pu, au lieu de marcher à son secours, supposer gratuitement que ce général était victorieux ? Sa Majesté demande depuis quand la fusillade et l’attaque sont une preuve de la retraite de l’ennemi. Cependant, Monsieur le Duc, les instructions de Monsieur le Maréchal Jourdan étaient précises, de ne vous porter sur Miranda que quand vous seriez assuré que l’ennemi était en retraite ; au lieu de cela, M. le Maréchal, vous êtes parti lorsque vous aviez la preuve certaine que l’ennemi se battait(…) Le premier principe de la guerre veut que dans le doute du succès on se porte au secours d’un de ses corps attaqués, puisque de là peut dépendre son salut. Dans l’autre supposition, votre mouvement ne pouvait avoir d’inconvénient puisque votre instruction, de vous porter sur Miranda, n’était qu’hypothétique et qu’ainsi sa non-exécution ne pouvait influer sur aucun projet du général en chef. Voici ce qui est arrivé, Monsieur le Maréchal : la colonne devant laquelle le général la Bruyère s’est ployé a trouvé le général la Villatte, qui, attaqué de front et en queue, n’a dû son salut qu’à son intrépidité et après avoir fait un grand carnage de l’ennemi; de son côté, il a un peu perdu, et s’est retiré sur Bilbao, deux lieues en avant de cette ville, le 5 au soir. »

Le 8 novembre la ville de Burgos est reprise.
Espinosa de los monteros (10 novembre)3 officiers blessés, les 6 canons de l’ennemi furent pris par le 27e léger. Le chef de bataillon Vivian y est blessé.
Bataille de Somosierra, le 30 novembreLa division Villatte est au centre du dispositif et des combats.
Prise de Madrid (3 décembre)5 officiers blessés.
Le 13 décembre 1808. Troisième bulletin de l'armée d'Espagne. « L'armée de Galice, qui est en fuite de Bilbao, est poursuivie par le maréchal duc de Bellune, dans la direction d'Espinosa, par le maréchal duc de Dantzick. Dans la direction de Villarcayo, c’est le maréchal duc de Dalmatie, qui assure la poursuite en contournant Reynosa, . Des évènements importants doivent avoir lieu. Le général Milhaud, avec sa division de cavalerie, est entré à Palencia, et a poussé des détachements sur les débouchés de Reynosa, à la poursuite d'un parc d'artillerie de l'armée de Galice. »
L'armée de Galice, battue aux combats de Durango, de Sandupe (Guénès), de Valmaseda, a péri ou a été dispersée à la bataille d'Espinosa. Cette armée était composée de l'infanterie de l'ancienne armée espagnole qui était au Portugal et en Galice, et qui a quitté Porto à la fin de juin, et aussi, des milices de la Galice, des Asturies et de la Vieille-Castille. Aux combats de Durango, de Guénès, de Valmaseda, d'Espinosa, nous n'avons perdu que quatre-vingts hommes tués et trois cents blessés, aucun homme de marque. On a brisé trente mille fusils et on en a pris en magasin à Reynosa.(Œuvre Napoléon Bonaparte, tome IV).
1809
Nouveaux combats en Espagne.
Le corps d’armée du maréchal Victor est à Tolède. Le 13 janvier il monte sur Ocaña à la rencontre des anglo-espagnols.
Le 13 janvier à la Uclés, au sud-est de Madrid, le régiment combat (un officier blessé). La division Villatte marche droit sur l’ennemi, dans les rochers, à la baïonnette.

« Valladolid, 15 janvier 1809.
A Jérôme Napoléon, roi de Westphalie, à Cassel.
Mon Frère, quand vous lirez cette lettre, je serai arrivé à Paris. Les armées espagnoles sont détruites, l'armée anglaise battue. Les mouvements de l'Autriche sont inexplicables. Faites-moi connaître la quantité de troupes dont vous pouvez disposer. Votre contingent doit être de 25 000 hommes; il est fort important de le compléter. Vous sentez que, si la guerre se portait sur votre territoire ou qu'on éprouvât un échec, les conséquences en seraient funestes pour votre royaume. Je vous ai demandé deux régiments pour mon armée d'Espagne, ce qui m'en rendrait deux français disponibles. »

En février 1809 le corps d’armée du maréchal Victor reçoit l’ordre de descendre le Tage et de traverser la Haute Estrémadure en coordination avec le maréchal Soult. Il doit se rendre vers Talavera de la Reina, puis aller vers Mérida sur le Guadiana. Il doit aider le maréchal Soult dans sa tentative de reconquête du Portugal, sinon ordre lui est donné de rejoindre l’Andalousie.
Le 27e léger appartient toujours à la division du général Villatte, brigade Rignoux. Il prend part aux combats d’Amarante, du pont d’Almaras. Les franchissements se font à Talavera, Alzobispo et Almaraz du 15 au 17 mars.
Le 1er corps du maréchal Victor bat les Espagnols à Messa d’Ibor. Le 17 mars, la division Villatte se fait remarquer en faisant plier les Espagnols qui remontent l’Ibor. Le corps d’armée retourne de nouveau sur les bords du Guadiana et le 20 mars arrive à Trujillo. Le 28 mars le 27e léger participe à la victoire de Medellin.
Le maréchal Victor par prudence reste entre le Tage et le Guadiana en Haute-Estrémadure, car les Espagnols, les Portugais et les Anglais se réorganisent.
Paris, 10 avril 1809. Napoléon à Joseph Napoléon, roi d’Espagne, à Madrid.

« Mon Frère, je reçois votre lettre du 2 avril, avec la nouvelle de la victoire du maréchal Victor. (Medellin). »

Le 14 mai les Français combattent avec succès à Alcantara contre les Anglais.
Le 27e léger (trois bataillons) est dans la brigade du général Cassagne (division Villatte) avec le 63e de ligne.
Les troupes coalisées arrivent vers l’Estrémadure. Le corps d’armée du maréchal Victor se porte près de Talavera de la Reina (à l’ouest de Tolède) début juillet 1809. Le 22 juillet Victor évacue Talavera. Des combats ont lieu à Alcabon (26 juillet) (nord-est de Tolède) contre les troupes de la garnison de Villaviciosa qui sont défaites (le 27e riléger déplore la mort d’un officier et de 7 hommes blessés). Le 27e régiment tente la prise d’un mamelon avec les divisions Ruffin et Lapisse, le 4e corps est présent.
Selon Vigo-Roussillon[réf. nécessaire], la marche vers Talavera fut très pénible; le corps d'armée mourait de faim; on manquait de pain qu'il fallait cuire soi-même; on progressait sous le soleil ardent du milieu de journée; plusieurs soldats moururent d'insolation et autres maladies.
La division Villatte (avec le 27e léger) intervient par un ravin qu’elle réussit à reprendre pendant la nuit. L’artillerie anglaise, renforcée sur le mamelon, cause de lourdes pertes dans les rangs français. Le lendemain le roi Joseph Bonaparte décide de ramener les troupes vers Madrid. Le corps d’armée se retire sur Cazalegas (sur l’Albreche). L’armée française clamant la victoire a perdu quand même 10 000 hommes (les soldats espagnols alliés aux anglais ont déserté en grand nombre). L’herbe sèche a pris feu et de nombreux blessés périssent ainsi. Les Français évacuent 6 000 blessés. En même temps les troupes anglaises se retirent sur le Portugal. Les Espagnols, quant à eux, se sont comportés en piètres soldats. Le général Wellesley est fait, après cette bataille, vicomte de Wellington.
Après la bataille, le général espagnol Cuesta, vieillard débile et prétentieux, vaniteux et sans talent mais cruel, fait décimer les régiments qui ont fui le 27; 50 soldats sont fusillés. Les soldats anglais sont écœurés par le comportement de leurs alliés qui traitent les blessés avec la plus grande (…)
- La division Leval est formée d’un régiment hollandais, d’un du Bade, d’un du Nassau, et des bataillons de Hesse Dortmunt, du Prince Primat de Francfort et d’un bataillon de Paris.

Le Roi Joseph demande que chaque régiment du 1er corps lui fournisse 20 hommes pour sa garde.
Le 11 août, les combats d’Almonacid, contre les troupes du général Vénégas (qui avait survécu à sa blessure reçue à Uclés) donnent au maréchal Victor une belle victoire.
En novembre les avant-gardes d’une nouvelle armée anglaise arrivent par l’Andalousie. Le premier corps français est envoyé sur Aranjuez. Le maréchal Victor prend position sur le Tage. Il chasse l’armée espagnole et les coalisés dans la plaine d’Ocaña. Les coalisés se retirent au Portugal (18 novembre).
Pendant ce temps Wellington prépare sa sortie du Portugal vers la Castille et la Galice, avec un nouveau corps anglo-hanovrien.
1810
Le 11 janvier l’armée française prend la route de l’Andalousie. Elle est composée des 1er et 5e corps, des maréchaux Victor et Mortier, ainsi que du 4e du général Sebastiani.
Le maréchal Victor est chargé de l’aile droite. Il se dirige sur Almaden où il bat les troupes espagnoles qui s’opposent à sa progression le 27 janvier, puis débouche sur Cordoue.
Le 28 janvier le maréchal Victor s’installe à Carmona, sur la route de Séville. Le 3 février il prend Séville. La marche se poursuit sur la ville de Cadix, laquelle a été renforcée par les Anglais, à partir de leur place de Gibraltar. Le maréchal Victor installe ses trois divisions et prend alors le fort de Matagorda (23 avril).
Le siège de Cadix dure dix-huit mois, du 5 février 1810 au 24 août 1812. De nombreux hommes du 27e léger y laissent la vie.
En 1810 l’Andalousie est pratiquement occupée, hormis l’île de León et la cité de Cadix (défendues par 15 000 Espagnols et 7 000 Anglo-Portugais). Quelques débarquements d’Anglais et d’Espagnols ont lieu sur les côtes mais ceux-ci sont repoussés. Une sortie des assiégés le 28 septembre est un échec (repoussés par les troupes du maréchal Victor).
Le chasseur Barthélémy Morand né en 1784 dans le département de Marengo est affecté le 1er mars 1810 à la 13e compagnie de canonniers vétérans, à La Spezzia. Les soldats d’origine italienne doivent rejoindre leur pays.
Le 15 mai les troupes du maréchal Victor prennent part à la libération de quelques prisonniers sur des pontons proches de Cadix. Certains ont été pris à Baylen, les autres dans diverses provinces.
1811
Une partie du 1er corps du maréchal Victor est occupée pour le blocus de Cadix.
Medina-Sidonia (28 janvier), à l’est de Cadix(1 officier tué, 1 homme blessé).
Depuis la zone montagneuse dite Serranía de Ronda, des guérilleros font des incursions répétées sur le littoral proche de Jerez, raflent le bétail et volent les impôts destinés aux français, parfois avec la complicité manifeste des autorités locales, comme à Medina-Sidonia. Se détachent, notamment, les bandes fournies de Andrès Ortiz de Zarate « El Pastor » et de Pedro Zaldivia, dit « Palmetín  » (un ancien berger de la chartreuse de Jerez qui fut parmi les premiers à prendre le maquis en 1810). L’armée hispano-britannique se met en route le 28 février pour dégager Cadix et l’Andalousie. Le 5 mars elle essaye d’enlever les défenses de Sancti-Petri, mais les voltigeurs du 27e de la division du général Villate les culbutent, les alliés perdent 300 hommes. Le gros des troupes coalisées continue vers Chiclana où se trouve le quartier général du maréchal Victor. Par prudence Victor demande à Villate de laisser un chemin de repli aux coalisés vers l’île de León.
Bataille de Chiclana-Barrosa (5 mars 1811)la bataille de bataille de Barrosa près de Cadix. Les troupes françaises du maréchal Victor ont un effectif de 10 700 français. La 3e division (Villatte) comprend les 27e léger, 94e et 95e de ligne.
Lorsqu'il atteint les collines de Barrosa, le 5 mars, peu après le lever du jour, le général espagnol La Peña est informé que la division Villatte se tient en travers de la route de Cadix. Sans tenir compte de la fatigue de ses hommes, après 14 heures de marche, La Peña ordonne au général Lardizabal de continuer sa marche en avant. Villatte repousse la première attaque avant de se retirer au nord de l'Almanza, lorsqu'il est menacé, sur son arrière, par une force sortant de Cadix et emmenée par le général Zayas. Vers midi, La Peña - inconscient de la menace que représentent Leval et Ruffin - ordonne à son unité de rejoindre le corps principal de l'armée, laissant seulement, sur la colline, une arrière-garde de cinq bataillons espagnols et d'un bataillon britannique.
La bataille de Chiclana est très meurtrière, parce que l'on s'y bat de part et d’autre avec l'acharnement le plus vif : les soldats français y font des exploits et se couvrent de gloire.
Ordre de bataille :
- Français (Maréchal Victor) - 10 700 hommes Alliés (Sir Thomas Graham) - 8 217 hommes
  - 1a division (Ruffin) - 9e léger - 24e, 96e ligne - Grenadiers combinés

Brigade Dilke - 1er, 2e, 3e Footguards - 95e
- - 2e division (Leval) - 81e, 45e, 54e ligne - Grenadiers combinés

Brigade Wheatley - 28e, 67e, 87e
- - 3e division (Villatte) - 27e léger - 94e, 95e ligne Browne - 9e, 28e, 82e

Cavalerie - 1er et 2e dragons. Bernard - 95e, 47e, 20e portugais
Les coalisés prennent la fuite vers l’île de León perdant 3 500 hommes, alors que les Français en déplorent 2 500.
Le 27e régiment léger déplorera : 1 officier tué, 1 homme tué et 6 blessés.
Face aux difficultés en effectif Napoléon fait « valser » les bataillons du 27e léger. Un bataillon (le 2e) passera au 9e corps puis reviendra au 1er corps après Fuentes de Oñoro.
Le 1er restera au siège de Cadix.
Campagne du Portugal
On retrouve, un bataillon du 27e léger, au sein d’une brigade avec les 9e et 16e légers. Cette brigade est dans la 2e division du général Conroux (5588 hommes), laquelle est dans le 9e corps d’armée, du général Drouet, comte d’Erlon (ancien chef de corps du 27e léger).
Bataille de Fuentes de Oñoro (du 3 au 5 mai 1811)(un officier tué, deux hommes blessés): après avoir évacué le Portugal, Masséna dispose ses troupes sur la frontière espagnole en avril 1811. Le siège d’Almeida par les Anglais le décide à reprendre l’offensive pour dégager la ville. Le 3 mai 1811, son armée se heurte à Wellington, retranché sur les hauteurs de Fuentes de Oñoro. Après quelques combats sans résultat, Masséna découvre le point faible du dispositif ennemi, le secteur de Pozo-Velho, au sud du champ de bataille, où les Anglais sont peu nombreux et n’ont pas de protection naturelle. Au matin du 5 mai 1811, les Anglais sont enfoncés, mais les lieutenants de Masséna répugnent à poursuivre l’attaque. Les deux armées restent face à face sans résultat décisif jusqu’au 10 mai, date à laquelle la garnison d’Almeida parvient à rejoindre les lignes françaises. Les pertes diverses aux combats de Fuentes de Oñoro s’élèvent à près de 2 000 hommes de chaque côté.
1812
Les Anglo-Portugais prennent « le verrou de » Ciudad Rodrigo le 8 janvier, ils y perdent 600 hommes. Ils s’ouvrent ainsi le chemin de la Vieille Castille et de Madrid.
Le maréchal Victor quitte le 1er corps pour la campagne de Russie le 9 février 1812.
Napoléon en difficulté dans le nord de l’Europe, retire d’Espagne sa garde, les Polonais, la moitié de ses dragons et certains 4e bataillons.
Le 6 avril prise de Badajoz par les Anglais qui perdent 5 000 hommes. Les Français évacuent la ville avec une perte de 1 350 hommes. Les assiégeants, furieux, saccagent la ville et restent incontrôlés par le maréchal Wellington jusqu’au 11 avril.
Le maréchal Soult est désigné comme commandant des troupes, mais ses moyens son trop faibles pour prendre Cadix. Le 27e y déplore de nombreuses pertes. À la suite des menaces qui arrivent, les Français, en désordre, abandonnent Madrid. Le roi Joseph Bonaparte se réfugie à Valence. Le 12 août les Anglais pénètrent dans Madrid.
Le 1er corps lève le siège de Cadix, abandonnant tout espoir de libérer les prisonniers des pontons.
Le 25 août, les Anglais poursuivent les Français qui prennent la route de Séville, puis de Cordoue. Le général espagnol Ballesteros harcèle les Français tout en revenant sous la protection des Anglais à Gibraltar. L’arrière-garde du 1er corps est alors à Carmona (40 kilomètres de Séville). Le général Conroux protège les déplacements en tenant les hauteurs de Bornos. Le général bouscule les Espagnols jusqu’à la Sierra de Xérès (1 500 espagnols hors de combat contre 400 français). Vexé d’être sous le commandement de Wellington, le général espagnol Ballesteros traîne les pieds pour continuer ses attaques sur les Français. Il est destitué de son commandement.
La défaite des Arapiles (Salamanque), subie par les Français auparavant -22 juillet-, affecte aussi les positions des Français. Ces derniers auront ainsi abandonné le siège de Cadix, l’Andalousie, les Asturies, le León et la Nouvelle Castille.
Le 1er corps fait mouvement sur Grenade puis sur Baza (100 km à l’est de Grenade) et fin septembre atteint Yecla (entre Albacete et Alicante). Par la suite il se rend à Almansa (70 km au sud-est d’Albacete).
Les Français ayant remporté quelques petits succès, comme au siège de Burgos et grâce au général Decaen, sur les Espagnols en Catalogne, le roi Joseph revient le 3 novembre dans la capitale.
Le général Caffarelli lève le blocus de Santoña en Cantabrie.
Marmont se retire du Tage pour le Duro, avec mission de défendre le nord de la péninsule.
En octobre et novembre les trois armées se regroupent. Soult revient sur le Tage, Joseph sur Madrid, les Anglo-Portugais sont chassés jusqu’à Ciudad Rodrigo. Les trois armées françaises sont alors à Alba de Tormes (Salamanca).
La situation du 27e régiment en été 1812 est la suivante :
- l’essentiel du régiment, composé des 1er (623h), 2e (593h) et 3e (586h) bataillons, se trouve à la 3e division de l’armée du midi en Espagne.
- à Madrid, en Espagne, armée du centre (134h).
- à Bayonne un petit dépôt de 2 hommes.
- en Pologne, 4e bataillon à la 31e division du 11e corps d’armée (830h) et un détachement rejoignant de 98 hommes.
- en Espagne le 5e bataillon avec 2 compagnies (195 hommes) au 3e gouvernement de Pampelune.
- à Bruges 2 compagnies de dépôt (218 hommes).

Le total s’élève à 3288 hommes, officiers compris.
1813
Le régiment est aux ordres du Colonel Pierre François Deschamps (blessé en 1813). Le 27e est dans l’Armée du sud, général Gazan, 3e division Villatte, brigade Rignoux avec le 63e de ligne.
Bataille de Vitoria (21 juin 1813)Faisant retraite dans un grand désordre, encombrés de milliers de civils et de chariots chargés des fruits de leurs pillages, les Français doivent faire face, à Vitoria, le 21 juin 1813, à leurs poursuivants. Les 57 000 hommes de l’armée impériale affrontent 78 000 adversaires commandés par Wellington, dont 25 000 Espagnols et 10 000 Portugais. Les divisions Gazan, Reille et Drouet d’Erlon se font bousculer et perdent le contrôle de la grande route, vers Irun et la France, ce qui contraint les Français à se replier par de mauvais chemins vers Pampelune. Le désastre est évité par la cupidité des soldats alliés qui se jettent sur le convoi pour piller au lieu de pourchasser les Français.
Col de Maya, (village d’Ortiz) 30 juillet Ortiz.
Le 25 juillet 1813, un violent accrochage a lieu sous l'impulsion des troupes françaises du général Maransin. Ce général, sous les ordres de Conroux, veut reprendre le col de Maya, en Navarre espagnole, défendu par deux brigades anglaises commandées par le général Stewart. Les 71e et 92e régiments d'infanterie anglais subissent l'attaque dans le défilé et doivent se réfugier sur la crête mais la brigade du major général Barnes arrive à point nommé pour éviter la défaite. Le feld-maréchal Wellington veut absolument pousser son avantage. Le maréchal Soult ordonne le 30 juillet le repli. Le 27e a eu de lourdes pertes. La division du général Abbé (27e) reste sur Urdax.
Combat d’Irun (31 juillet 1813)Les dernières forces françaises en Espagne livrent un combat d’arrière-garde à Irun avant de se replier sur la Bidassoa.
août 1813 : contre-attaque sur les collines de San Marcial près d’Irun.
Le 31 août, Wellington attaque la 3e division du général Abbé, entre Aïnhoa et Urdax et inflige aux français des pertes estimées à 600 hommes.
Le 7 octobre 1813, ont lieu des combats sur la rivière Bidassoa, la division du général Abbé est à Urdax (forges) et au Mondarrain.
Le 27e est dans la 3e division de Abbé, brigade du général Boivin (lequel sera destitué de son grade pour son incompétence), armée de Drouet.
Batailles de la Nivelle et de la Nive
Le 27e léger est sur les hauteurs d’Aïnhoa et de Pinodetta: bataille, dite aussi d’Espelette. La division est à 6 300 hommes (200 de pertes). Le général Stewart submerge les avant-postes du général Abbé et se rend maître d’Aïnhoa. Puis il prend les redoutes d’Ordosgoïta. Abbé tente en vain de résister. La brigade se replie sur Espelette et tient le pont de Cambo. Le 10 novembre, relevé par le général Foy, le général Abbé gagne les hauteurs de la ville de Bayonne qu’il doit protéger.
Le général Conroux (4e division) est mortellement blessé à Sare le 10 septembre (son destin était lié au 27e, il avait commandé la 2e brigade). Il décède dans l’hôpital de l’église du Saint-Esprit à Bayonne (une plaque commémorative se trouve dans l’église St-Étienne).
Après la bataille de la Nive se déroule celle de Saint-Pierre-d'Irube, du 9 au 13 décembre. La division a des pertes qui s’élèvent à 1280 hommes. La brigade (27e léger, 63e et 64e de ligne) est aux ordres du général Baurot. La division du général Abbé est sur les hauteurs de Bayonne à Mouguerre.
1814
Le 1er bataillon et certainement le 3e bataillon du 27e participent à la défense de Bayonne, intégrés à la division du général Brunet. Ils sont dans la citadelle pendant le long blocus de l’hiver et du printemps. Ils y restent jusqu’à la capitulation générale. Ils assurent le recueil des troupes qui font des sorties. Le 2e bataillon est engagé dans les Landes puis le Béarn. Il subit des pertes à Dax, Orthez… L’armée de Soult continue son repli et après plusieurs batailles (Bayonne, Orthez), subit de lourdes pertes à Toulouse, le 10 avril (3 000 hommes). Le colonel Labarbère, de la brigade du général Dauture (aux ordres du général Harispe) avec le 34e (hommes du 27e) défend la redoute de Caraman. Ainsi Soult arrive à protéger l’essentiel de ses troupes qui font leur jonction, un peu tard, avec les 14 000 hommes du maréchal Suchet. Il s’en fallait de peu que la bataille de Toulouse se transforme en vraie victoire pour les Français.
Les alliés entrent dans Paris le 31 mars, l’ensemble de l’armée capitule.
Les maréchaux Soult et Suchet, dans le sud-ouest, cessent de combattre le 14 avril ; ils se replient sur Castelsarrasin. 54 places fortes résistent toujours en France. Des troupes de la citadelle de Bayonne effectuent une sortie le 14 avril. Une attaque de diversion de la division du général Abbé, hors de la citadelle, avec plusieurs régiments, cause de lourdes pertes aux Anglais. 600 morts côté anglais dont 200 prisonniers et, côté français, 110 morts et 800 blessés. Le régiment ne capitule qu’en mai 1814.
Une convention d’armistice est signée localement le 5 mai 1814 avec les Anglais dans le Sud-Ouest.
Le 27e ne capitule que le 5 mai à Bayonne, un mois après l’Armistice.
Les armées des Pyrénées (dont le 2e bataillon) et de Catalogne sont regroupées dans une Armée Royale du Midi à Carcassonne, par un acte du 29 avril 1814. Les Tarnais (ceux qui restent…) sont de retour chez eux…. Le 27e régiment d’infanterie légère est dissous. L’ordonnance royale du 12 mai 1814 recrée le 13e léger avec :
- l’ex-13e léger en entier.
- le 2e bataillon de l’ex 21e léger.
- les 1er, 5e et 6e bataillons de l’ex-27e léger. (5e et 6e des dépôts)
- les 1er, 3e et 5e bataillons de l’ex-28e léger.

Nota : les bataillons 2, 3,4 du 27e ne sont pas localisés.
Le 13e régiment d’infanterie légère du colonel P.Gougeon, est à Waterloo en 1815 avec les anciens du 27e durant les Cent Jours.
1808Préparation de la guerre d’Espagne.
Fin 1807 et au début de 1808, l’armée française est en difficulté au Portugal, pays auquel elle doit faire appliquer le blocus envers l’Angleterre. Les deux premiers bataillons de combat du 27e léger restent en Allemagne et en Prusse jusqu’en septembre 1808.
L’Empereur fait préparer à Metz et Nancy deux brigades d’infanterie provisoires.
Elles ont pour ossature des hommes issus des bataillons de dépôt (3e bataillon en général). Le 27e léger est « taxé » et il forme, avec certains hommes et nouvelles recrues, un bataillon qui est inclus dans le 8e régiment provisoire d’infanterie. Il est créé à Nancy. Le décret du 5 novembre 1807 crée des régiments provisoires dont le 7e et le 8e. On les retrouve plus tard dans un 33e et ensuite dans un 34e d’infanterie légère.
Face aux difficultés du Portugal, Napoléon décide en grande urgence d’envoyer, en un premier temps, des unités vers l’Espagne.
Après avoir créé le Corps d’Observation de la Gironde (C.O.G) sur Bordeaux, il lance le Corps d’Observation des Côtes de l’Océan (C.O.C.O) dont le commandement est donné au maréchal Moncey.
Dans sa correspondance de décembre 1807, Napoléon intègre ces brigades provisoires dans ce nouveau corps. Des hommes du 27e léger se trouvent ainsi dans le Corps d’Observation des Côtes de l’Océan (dans le 8e et le 7e, ce dernier commandé par le major Claude Marcel d’Eslon).
Les deux premières compagnies du 8e provisoire reçoivent l’ordre de quitter Metz et Nancy le 15 novembre pour être à Bordeaux fin novembre. L’Empereur exige que la deuxième brigade soit le 10 janvier 1808 à Vitoria en Espagne. Des hommes du 3e bataillon partent le 5 novembre 1807 du bataillon de dépôt.
Le général Moncey reçoit l’ordre d’être pour le 10 février à Burgos, avec sa première division à Vitoria et avec la deuxième à Aranda de Duero.
Le capitaine Amblard de la division Dufour, ex-28e léger écrit : « …A Burgos, nous restâmes quelques jours. On forma des régiments provisoires commandés par des gros majors sortant des dépôts de leurs régiments, dont la plupart ne connaissaient guère le métier de la guerre. Nous en fûmes les victimes, nos soldats étaient tous conscrits et les nouveaux chefs exigeaient que les officiers les fissent manœuvrer comme des anciens soldats, chose impossible que par quelque temps de repos. Ils tyrannisaient les officiers et les soldats sans que cela produisit beaucoup d'effet. Si le zèle, qu'ils mettaient à vouloir nous obliger à faire, en si peu de temps, de nos conscrits des anciens soldats, s'était maintenu devant l'ennemi, je ne les blâmerais pas, mais, là, ils n'avaient point cette audace et cette fermeté qui caractérisent les vrais militaires. Sans les anciens officiers qui soutenaient les attaques des ennemis, on aurait succombé avant la capitulation de Bailain, et si on avait voulu suivre nos conseils, nous n'aurions pas été faits prisonniers. Cela aurait évité des grands malheurs. »
Des chasseurs retardés, du 3e bataillon du 27e léger, apparaissent entre Limoges, Bordeaux et Bayonne en mars et avril 1808. Ils doivent appartenir à ce régiment provisoire de la deuxième brigade du général Gobert, au sein du 8e provisoire avec le 7e et les Irlandais.
Ces hommes forment le 5e bataillon d’un régiment provisoire, intégré dans le Corps d’Observation des Côtes de l’Océan (C.O.C.O), commandé par le général Moncey.
La brigade du général Dufour comprend le 7e (1872 hommes), le 8e (1921 hommes) et le bataillon irlandais (654 hommes). Cette brigade (2e) est dans la division du général Gobert.
Dans Madrid insurgé après le 2 mai, un officier du 27e léger est blessé ainsi que plusieurs soldats. Le bataillon fait partie du 8e provisoire. C’est épisode est connu sous le nom de: « dos de mayo » (immortalisé par les tableaux de Goya).
Peu de temps après le C.O.C.O est envoyé vers Valence (2e division). En un premier temps, il échoue et se retire sur Almanza et Albacete.
Un peu plus tard, le général Moncey réduit les insurgés des environs de Valence avec sa première division (dont le bataillon de Westphalie). La première division reste près de Valence. La deuxième (avec des hommes du 27e léger) est envoyée en Andalousie, en aide au général Dupont de l’Etang.
En juillet l’armée française subit la défaite de Baylen.
Le général Gobert (2e division du COCO), en provenance de Madrid, arrive à Baïlen par la localité de La Caroline avec 1 500 hommes (des hommes du 27e léger sont dans le 8e provisoire). Ils se postent sur les défilés de la Sierra Morena et sur Santa-Helena. Le général Gobert attaque, alors que seulement un tiers de sa brigade a rejoint. Il est blessé mortellement en portant secours à Dupont de l’Etang, à Baïlen, lequel était en mauvaise passe avec son unité en revenant d’Andalousie. Le général Dufour (brigade du 8e provisoire où se retrouvent les hommes du 27e) prend alors le commandement de la division et déplace ses troupes de la position de Baïlen, pour les poster sur les localités de La Caroline et de Santa-Helena. Il tient ainsi les défilés.
La brigade Dufour est de 5 700 hommes. Le 8e régiment provisoire qui est de quatre bataillons (1 921 hommes) n’est pas totalement engagé.
Le 18 juillet, Vedel est à La Caroline, réorganisant avec Dufour les postes de la Sierra-Morena et s’éclairant vers Linarès (des troupes sont en avant en éclaireurs).
Vedel revient à Baylen et suit la division Dufour (ex Gobert) vers La Caroline. Dupont lui reproche de ne pas avoir respecté ses ordres de tenir le carrefour de Baylen. Outre le fait qu’un risque réel de rupture de la ligne de repli par les gorges existait alors, on remarquera que Dupont avait dû prévoir d’amorcer son repli le 17, maintenant ainsi un écart d’une marche entre chacune de ses divisions conformément aux usages des armées napoléoniennes. D’autre part, le général Dufour, pourtant le premier à avoir abandonné son poste sans même laisser de garnison à Baylen ou au bac de Mengibar, n’est pas incriminé dans les relations ni même durant le procès (procès de Dupont de l’Etang).
Malgré des combats victorieux des généraux Vedel et Dufour, hors de danger avec leurs unités, ceux-ci reçoivent l’ordre formel de se livrer avec leurs troupes, dans le cadre d’un texte de capitulation, dans lequel le général Dupont les avait inclus. Certains se rendent, dont le général Dufour. Le major d’Elson, commandant le 7e, est fait prisonnier. Des soldats du 27e se rendent. Certains, en désobéissant, s’échappent avec une partie du C.O.C.O de Moncey, (comme le commandant Sainte-église, qui occupe Madriejes), puis ils se regroupent dans la région de San-Clemente avant de rejoindre Madrid.
De nombreux soldats et des cantinières furent déportés sur les pontons de Cadix et sur l’île Cabrera aux Baléares.
À son retour en France, le général Dupont de l’Etang qui avait capitulé déclara qu’il n’avait reçu que 1 000 hommes au titre de la brigade Gobert, faisant porter à ce général, tué au combat, une grande part de la défaite. En 1809 le général Dufour est détenu à Las Palmas ; en automne il est mis au Château Bellver (Palma de Majorque). Il est par la suite déporté en Angleterre.
Parmi les anciens du bataillon de dépôt (3e), ayant formé le 5e bataillon du 27e, mis à la disposition du 8e provisoire, certains sont faits prisonniers.
Le registre fait apparaître un certain nombre de soldats détachés au 8e qui n’ont pas été faits prisonniers et qui rejoignent le 27e le 16 septembre 1809.
Des soldats qui ont réussi à fuir la capitulation de Baïlen sont incorporés dans la garde du roi Joseph à Madrid.
Le 30 septembre 1808, la France est contrainte de signer la convention de Cintra et d’évacuer le Portugal.
Après Baïlen le 8e régiment provisoire est refondu dans un nouveau 33e régiment d’infanterie légère. Ce qui reste de ce régiment est dissous en 1809.
Un 34e régiment d’infanterie légère est formé le 1er janvier 1810, en Espagne. Il reçoit des hommes du 27e léger (formés en un nouveau 4e bataillon). Le régiment finit la campagne d’Espagne, aux ordres du colonel Perot, dans la deuxième division du général Vandermassessen, et ce dans l’Armée du Nord de l’Espagne (général Caffarelli). Le 34e avec ces compagnies détachées du 27e léger(anciennes du 8e) est aux combats suivants :
- 1811 : Tordesillas, Molina, Villafranca, Reigo-de-Ambroso, Ponte-de-Ponte.
- 1812 : Cuidad-Rodrigo, Sauria, et Sedano.
- 1813 : Saint-Jean Pied-de-Port, Pampelune et Bayonne.
- 1814 : St Étienne-de-Baïgorry, Helete, Orthez et Toulouse.

Le 34e léger aux ordres du colonel Labardère, brigade Dauture, division Harispe, se retrouve aux batailles d’Orthez et de Toulouse, où il défend chèrement la redoute de Carama. À Toulouse, il est associé, dans les combats, au 2e bataillon du 27e léger arrivé par Bayonne (1re partie).
Deux compagnies avec des hommes (195) du 27e se trouvent en 1812 en Espagne, sous l’appellation 5e bataillon au 3e Gouvernement de Pampelune (dénomination des commandements régionaux). Le général Moncey (C.O.C.O) se voit attribuer la garde de Pampelune.
La garnison française tombe en juillet 1813 lors de la retraite de l’Armée d’Espagne. Aux ordres du roi Joseph Bonaparte, on trouve, à Madrid, 135 hommes du 27e de l’Armée du centre.

##### 1808
Le corps du général Oudinot est dans l’Armée du Rhin. L’Empereur modifie sa composition :
Lettre du 5 décembre de l’Empereur. Le corps d'Oudinot ne serait plus alors composé que des compagnies de grenadiers (ou plutôt carabiniers) et voltigeurs des régiments ci- après à savoir : 6e, 9e, 16e, 25e, 27e, 17e, 21e, 24e, 26e, 28e d’infanterie légère.
Le brassage des unités au gré des besoins rend difficile le suivi du bataillon ou des compagnies détachés du régiment d’origine. Les premiers bataillons du 27e léger sont dans la péninsule Ibérique.
Trois compagnies (carabiniers et voltigeurs) restent en Allemagne dans le corps d’Oudinot.
Le décret du 31 mars donne l’organisation suivante : la première division du général Claparède dispose de la 1re brigade. Celle-ci est composée de deux demi-brigades, dont la deuxième dispose, entre autres, de 3 compagnies issues du 27e léger (233/152/164 hommes soit un total de 549).

##### 1809 Bavière (cinquième coalition)
L’armée française, dans cette région, même en comptant les garnisons de Prusse, n’est forte que de 100 000 hommes. Elle est appuyée par les troupes de la confédération du Rhin.
Au sein de cette armée, le corps d’armée d’Oudinot est composé de 2 divisions d’infanterie (généraux Conroux et Claparède) et d’une de cavalerie (général Colbert). Les compagnies « Oudinot » du 27e léger sont intégrées à la division Claparède.
Les bataillons d’infanterie de ce corps d’armée sont formés avec les troupes d’élite (grenadiers, carabiniers et voltigeurs) dont les régiments sont en Espagne. Ils passent l’hiver de 1808 à 1809 en Thuringe et à Bayreuth. Installé à Hanau, le corps d’Oudinot se déplace en mars sur le Würtemberg et s’installe sur les rives de la rivière Lech.
L’annonce de la cinquième coalition contre la France est faite le 9 avril.
L’armée autrichienne attaque au début avril et entre en Bavière le 15.
Le général Oudinot culbute les Autrichiens le 18 avril à Pfaffenhoffen.

##### Nouvelle campagne d’Autriche (1809)
Combats de Neumark, 22 avrilLe 23 avril le duc de Montebello, le maréchal Lannes, prend avec les divisions d’Oudinot la ville de Ratisbonne. Ces divisions se dirigent vers Salzbourg en avant-garde de la Grande Armée.
Le 27, Oudinot reçoit l’ordre de former l’avant-garde de la Grande Armée jusqu’à Vienne. Le 2 mai Oudinot prend Ried, le 3 Ebersberg, le 10 mai il arrive dans les faubourgs de la capitale. Il occupe Vienne le 13.
L’Empereur prend des dispositions sur la rive gauche et dans l’île Lobau pour une éventuelle bataille contre les Autrichiens.
Bataille d'Essling (21 – 22 mai 1809)Le 4e bataillon du 27e ril est aux ordres d’Oudinot. Il a entre autres deux officiers blessés.
Toute la bataille tient dans les incessantes réparations et destructions du pont et dans l’acheminement des renforts. À trois heures du matin, le 22 mai, grâce aux efforts des pontonniers, les forces françaises autour d’Essling ont été doublées en effectif et ce, grâce à la traversée de la garde, de la cavalerie et du corps d’Oudinot.
Bataille de Wagram (4 – 6 juillet 1809)Le corps d’Oudinot aura une grande part de la victoire. Après avoir passé de l’île Lobau à la rive gauche du Danube profitant d’un violent orage, et encerclé le château de Schesengan, puis chassé les Autrichiens du village de Rutzendorf. Oudinot se sera vu adjoindre à ses corps de voltigeurs et grenadiers, l’Armée d’Italie. Alors que la bataille semblait perdue, Napoléon attaquera le centre autrichien avec l’appui de Macdonald et les troupes « de choc » d’Oudinot. Dans ce combat le bataillon du 27e aura 7 officiers blessés.
Les Autrichiens signent la capitulation à Zaïm le 12 juillet. Le corps du général Oudinot occupe Spitz. L’armistice est ratifié le 14 octobre à Vienne.

##### 1812. Campagne de Russie (6ecoalition)
Le 4e bataillon du 27e régiment d’infanterie légère appartient au 11e régiment provisoire, deuxième brigade du général Schobert, 31e division du général Lagrange, 11e corps d’armée du maréchal Augereau. Il sera plus tard dans le 10e régiment provisoire, 1re brigade de Labassée de la même division.
Le dépôt est à Bruges, avec deux compagnies.
Le corps du maréchal Augereau est envoyé début novembre vers Elnia à la rencontre du russe Orlow. Le 9 ce dernier attaque le corps d’Augereau où se trouvent des hommes du 27e léger. Ne pouvant résister à l’artillerie russe les troupes françaises se replient.
Les hommes du 27e n’ayant pas participé aux combats de Smolensk, de la Moskowa et de la Bérézina, sont relativement épargnés. La campagne d’Allemagne les attend, elle sera plus sévère pour eux.

##### 1813. Allemagne, campagne de Saxe
Le 11e corps d’armée du maréchal Augereau se voit confier la garde de Berlin avec 6 000 hommes ; les Français, sous la poussée, abandonnent la ligne de la Vistule.
Sous la menace, le 3 mars, l’armée française quitte un Berlin hostile qui est occupé par les Cosaques le 4 mars. Le 11e corps passe à Wittenberg et Dessau. Les Français ne peuvent tenir la ligne de l’Elbe, de Dresde à Magdeburg. Les places fortes sont pourtant maintenues, dont celle de Magdeburg, avec la 31e division du général Lagrange.
Début avril la 31e division est sur le plateau de Nedlitz, à l’est de Magdeburg. Elle en chasse les alliés. Les Français tiennent quelques places fortes, mais de nombreuses capitulent, comme Thorn ou Spandau. Le 25 avril la 31e division est à Eisleben à l’ouest de Halle, elle occupe Ascherleben, Quedlinburg, puis Celle et Brunswick. Début mai le 11e corps est à Merseburg, au sud de Halle.
Bataille de Lützen (2 mai 1813)
Pendant que Napoléon débouche de Wiessenfeld sur la Saale, le prince Eugène arrive de Merseburg. Le 11e corps du maréchal Macdonald attaque cette ville et l’enlève après une vive résistance, puis marche sur Lützen et Leipzig. Mais à ce moment l’armée des alliés se concentre à Pegau et attaque le maréchal Ney. Le 11e corps est d’abord chargé d’appuyer le corps de Laurison vers Leipzig. L’ennemi fait de grands progrès et le maréchal Ney abandonne beaucoup de terrain. Le corps de Macdonald reçoit « l’ordre de marcher aux canons ». Il s’arrête face à l’ennemi à Bautzen et reste en sa présence pendant plusieurs jours. Il attend le reste de l’armée.
La Division Gérard du 11e Corps et le 1er Corps de cavalerie, pour appuyer le mouvement du 5e Corps, se sont avancés de Markranstaedt à Schönau et se sont établis au sud de ce village. Le reste du 11e Corps s’est placé entre Lausen et Markranstaedt.
À partir du 11 mai, les Français passent sur la rive droite de l’Elbe. Ney avec plusieurs corps d’armée marche vers le nord, pour faire croire à une attaque sur Berlin.
L’armée principale est dirigée par Napoléon, avec les 4e, 6e, 11e et 12e corps d’infanterie, la garde impériale et le 1er de cavalerie (120 000 hommes). Le 11e corps est aux ordres du maréchal de Tarente (Macdonald), la 31e division est à ceux du général Gérard. Ils bousculent les alliés à Göedau.
Bataille de Bautzen (20-21 mai 1813)Combat de Würschen (21 mai 1813) à l’est de Dresde : Au lendemain de l’éclatante victoire de Bautzen, Ney bouscule Barclay et ses Russes et malmène les Prussiens de Blücher, (le même qui fut fait prisonnier à Lübeck, et libéré sur parole…).
Combats de Grieffenberg, Elsen, Dohna
La 31e division a peu donné pendant cette bataille, le maréchal Macdonald écrit : « le 11e corps est encore assez fort [parce] que la 11e division qui ne s’est pas trouvée en avant… ».
Les hommes du 27e léger sont engagés dans les combats de : Grieffenberg, Elsen, Dohna.
Bataille de Leipzig (16 au 19 octobre)
Le 29 novembre, le maréchal Rapp capitule à Dantzig où il est retranché depuis onze mois avec le 10e corps. Les épidémies le forcent à se rendre. Les alliés acceptent que ces hommes rentrent en France avec leur artillerie, sauvée de Russie. Les Russes s’y opposent et ils sont acheminés, prisonniers, en Ukraine. À son retour en France, sous Louis XVIII, le maréchal est honoré (24 blessures au combat). Les hommes du 27e restent au 11e régiment provisoire, à la 3e division du baron Ledru des Essarts, 11e corps de Macdonald. Ils sont nombreux à être faits prisonniers. La division comporte trois régiments de Westphaliens passés à l’ennemi.

##### 1814
Un 4e bataillon du 27e léger fait partie de la brigade du général Auguste Fournier, division Lagrange, 6e corps d’armée de Marmont, Armée de Champagne.
Les hommes du 27e sont engagés dans les combats de Lille et de Courtais puis à la bataille de La Rothière (1er février 1814)
Le maréchal Marmont subit une lourde défaite à Laon (9-10 mars 1814).
Napoléon laisse son frère Joseph Bonaparte défendre Paris avec 20 000 soldats réguliers, sous le commandement du maréchal Auguste Marmont. Il ajoute 30 000 Gardes Nationaux dirigés par les maréchaux Bon Adrien Jeannot de Moncey et Edouard Mortier.
Les derniers soubresauts auxquels ont participé quelques hommes du 27e :
À l’aile gauche du corps français, la brigade Sécrétant et la division Boyer de Rebeval étaient vigoureusement attaquées et forcées de reculer. Dans ce moment, le duc de Raguse (maréchal Marmont), qui tenait encore au centre dans la position du télégraphe, tenta un dernier effort pour chasser l’ennemi du village de Belleville. Réunissant autour de lui une poignée d’hommes qui lui restaient, avec les généraux Ricards, Meynadier, Boudin, Pelleport, il se précipita sur les Russes. Le maréchal fut atteint d’une balle qui lui fit une forte contusion, les généraux Ricard et Pelleport furent blessés, mais les Russes furent enfoncés. Belleville fut repris, et le général Lagrange réoccupa en avant sa première position.
Les alliés entrent dans Paris le 31 mars, la défense est bien vaine, seuls quelques hommes de ces débris des compagnies du 27e sont encore en état de combattre.

##### Pertes et récompenses
De 1804 à 1814 le 27e régiment d’infanterie légère a eu 22 officiers tués au combat, 8 sont morts de leurs blessures, 137 officiers blessés. Les statistiques ne comptent pas les hommes de troupe.
Il est raisonnable d’estimer les pertes en hommes à 3 000 blessés ou tués, le renouvellement par les conscrits gardant au régiment un effectif d’environ 3 000 hommes.
Il se vit attribuer 3 sabres et 2 fusils d’honneur, au titre de récompenses.
Les premiers bataillons auront effectué de 1804 à 1814 plus de 18 000 kilomètres à pied. Les compagnies de carabiniers et de voltigeurs qui ne sont pas allées en Espagne sont, elles, arrivées près de Moscou.
Dissolution:
À Castelsarrazin le 27e régiment d’infanterie légère (ce qui en reste) sera regroupé dans une Armée Royale du Midi qui se tiendra à Carcassonne.
Peu de temps après le 27e (trop républicain) sera dissous.
Un 13e léger sera créé avec ses soldats et cadres par l'ordonnance royale du 12 mai 1814. Celui-ci sera bien avec les ex cadres du 27e léger à Waterloo aux ordres du colonel Gougeon.
L'héritage du 27e sera alors entre les mains du 13e léger.

#### 1815 à 1848
En 1830 le 27e régiment d'infanterie légère sera recréé à partir de la division du 13e régiment d'infanterie. Il sera engagé en 1833 à l'expédition de Morée (Grèce).

## Drapeau
Drapeau avec mention Zurich, bataille à laquelle a pas participé le 27e léger mais aussi le 27e de ligne.

## Personnalités
- Étienne Martin de Beurnonville alors sous-lieutenant

## Sources et bibliographie
- Adrien Pascal : Histoire de l'armée et de tous les régiments volume 4
- Émile Ferdinand Mugnot de Lyden : Nos 144 Régiments de Ligne
- Service Historique de la Défense Terre. (SHD-T)
  - Contrôle des troupes du 27e régiment d’infanterie légère, cote 22YC 199, relevé des troupes incorporées jusqu’en juin 1806, le volume suivant n’est pas consultable. Mis à jour en 1816.
  - Dossier des pensions : cote 2Yf 1801-1817
  - Femmes militaires et cantinières : coteXr 48 et 49
  - Femmes aux armées, cote Yi
  - Grande armée du Hanovre en cote 2C, C194-C600 situation de l’armée du Hanovre (non consulté, a disparu aux Archives ?) 2C 602 Batavie.
  - Position des unités 1802-1804 armée du Hanovre, livres reliés (armoire du couloir).
- Texte de l'historique de Jacques Sales. Repris avec son accord
- Les cahiers du capitaine Jérome-Roland Laugier du 27e régiment d’infanterie légère (1791-1807), édités à Aix-en-Provence chez Remondet-Aubin.
- Victoires, conquêtes, désastres, revers et guerres civiles des Français de 1792 à 1815, écrits par une société de militaires et de gens de lettres . (1817).
- site : steph77 les soldats du Tarn.
- Décret du 10 termidor an X dans le journal militaire an X pages 786 à 815.
- « L’armée du Hanovre », « Les mines et usines », « occupation du district minier par les troupes françaises à partir de juillet 1803, rapport du conseil des ministres du 9 pluviose an XII (30.1.1804), sur la partie financière des Mines du Harz » Journal des mines an XII p. 395-405 et 437-446.
- Les sites internet sur l’Empereur dont celui de Monsieur Ouvrard histoire-empire.org, le Bivouac…
- Just Jean Étienne Roy : Les Français en Espagne; souvenirs des Guerres de la Péninsule, 1808-1814.
- Mémoires pour servir à l’histoire de France sous la dictée de Napoléon à Sainte-Héléne. Tome IV. Rapport historique sur la 27e demi-brigade.
- Les revues : Tradition magazine, Consulat et empire….
- Les liens externes cités ci-dessous

- Cet article est partiellement ou en totalité issu de l'article intitulé « 102e régiment d'infanterie (France) » (voir la liste des auteurs).